# Schloss Marienburg (Pattensen)

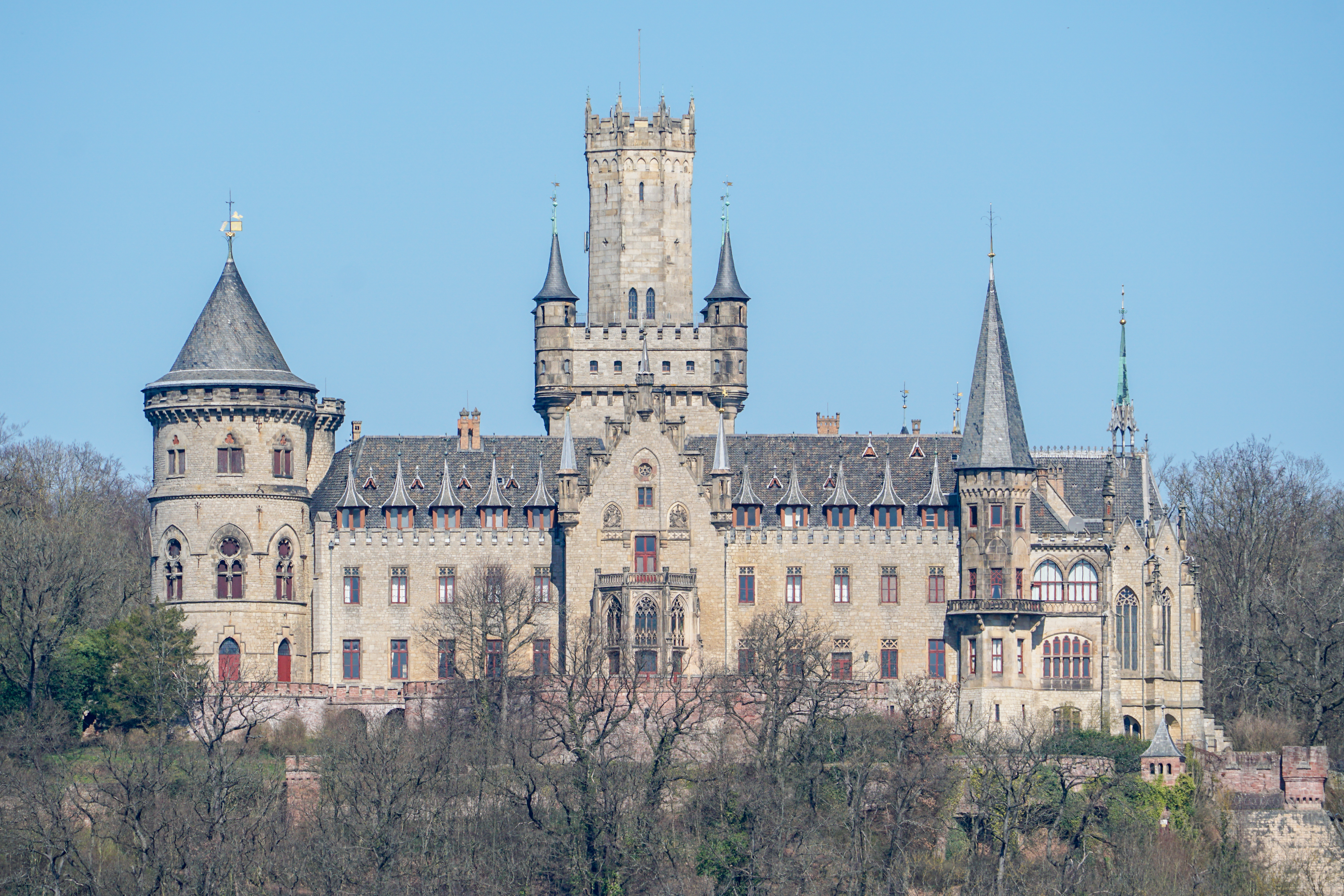
Schloss Marienburg

Schloss Marienburg ist eine ehemalige Sommerresidenz der Könige von Hannover in Pattensen. Die neugotische Vierflügelanlage wurde 1858 bis 1869 im Auftrag von Georg V. nach Entwurf von Conrad Wilhelm Hase erbaut. Hervorzuheben sind der Rittersaal, die Bibliothek und die Kapelle. Aufgrund von Sanierungsarbeiten ist es seit 2023 bis auf Weiteres geschlossen.

## Übersicht

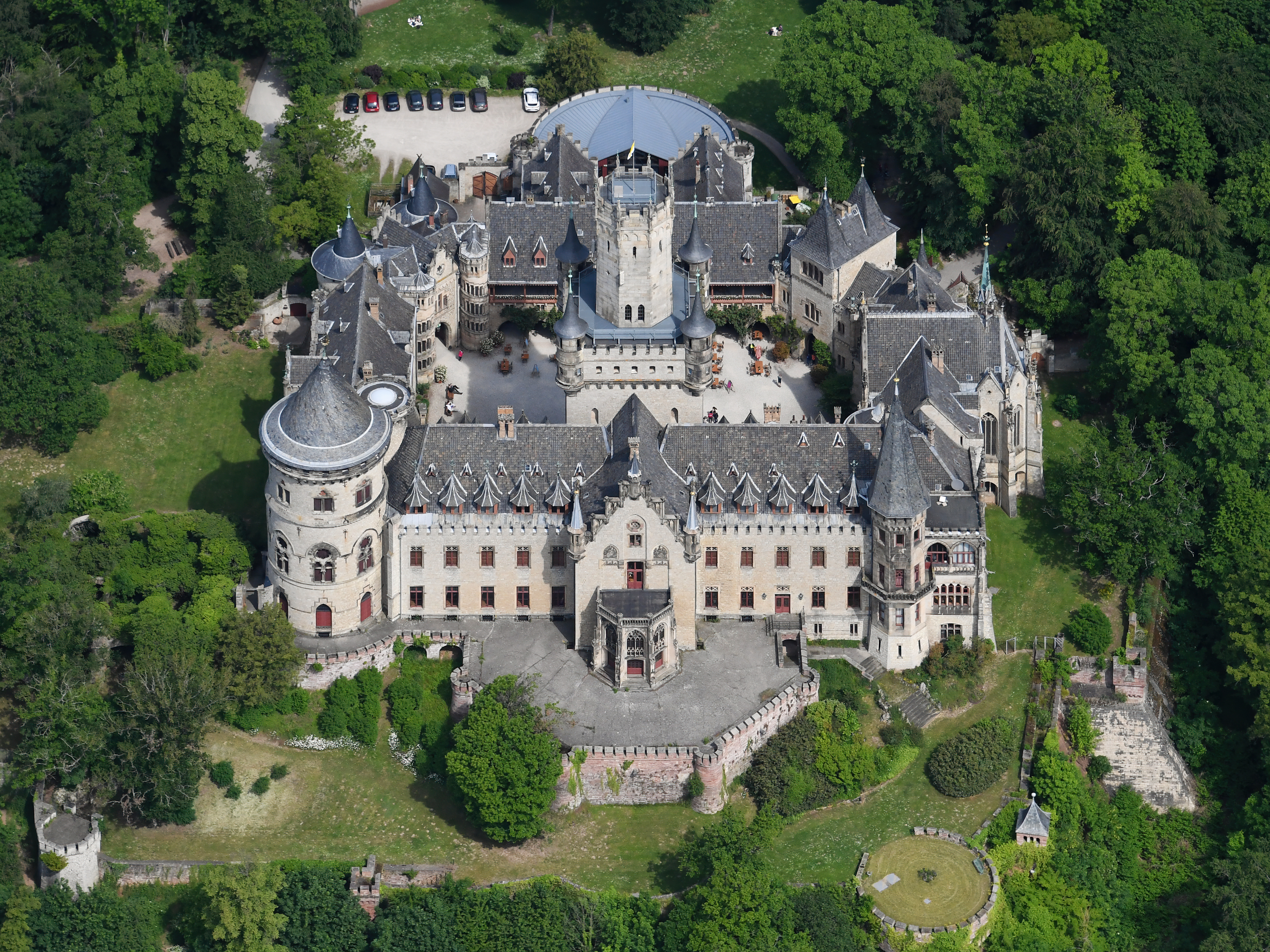
Luftbild

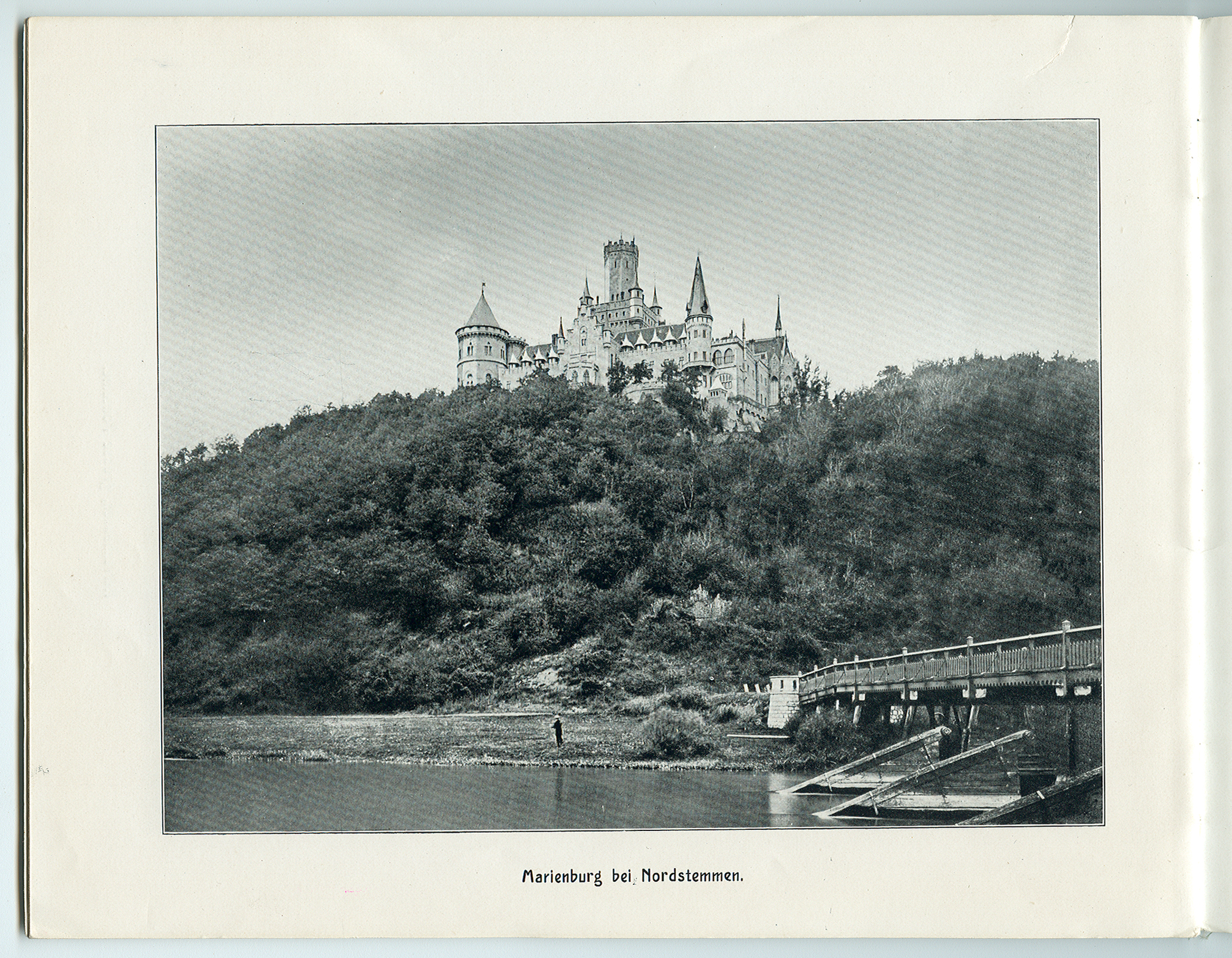
Ansicht um 1900

Schloss Marienburg ist eine neugotische Vierflügelanlage, die König Georg V. von Hannover von 1858 bis 1869 als Sommerresidenz auf dem Marienberg in Pattensen (Region Hannover) erbauen ließ. Das historistische Schloss war ein Geschenk an seine Ehefrau, Königin Marie, zu ihrem 39. Geburtstag am 14. April 1857. Königin Marie und ihre Tochter Mary bewohnten das Schloss von 1866 bis 1867. Nach ihrer Abreise ins Exil wurde das Schloss fast 80 Jahre lang nur vom Hausmeister und ab 1945 vorübergehend von Flüchtlingen und von der Familie von Ernst August (III.) bewohnt.
Das Bauwerk steht auf dem Marienberg südwestlich von Schulenburg, einem Ortsteil von Pattensen. Südlich vom Marienberg liegt die Gemeinde Nordstemmen, die zum Landkreis Hildesheim gehört. Das Schloss bildet zusammen mit dem Bahnhof von Nordstemmen, der als königlicher Bahnhof für das Schloss ausgebaut wurde, ein Ensemble. Touristisch vermarktet wird Schloss Marienburg vom Unternehmen EAC GmbH und dem Verbund Sieben Schlösser im Leine- und Weserbergland.

## Lage
Das Schloss mit 130 Räumen befindet sich auf 135 Metern Höhe am Südwesthang des aus Sandstein der unteren Trias bestehenden Marienbergs, der den südöstlichen Teil des Schulenburger Bergs darstellt.  Die Namen Marienberg und Marienburg gehen auf den blinden König Georg V. von Hannover zurück, der Burg und Berg seiner Frau Marie zu ihrem 39. Geburtstag schenkte. Georg V. gab dem Rehberg als angekauftem Teil des Schulenburger Berges in der Schenkungsurkunde den neuen Namen Marienberg. Die geplante Burg nannte er Marienburg. Beide Namen enthalten den Rufnamen seiner Frau Marie. Der Marienberg wird westlich vom Adenser Berg begrenzt und südöstlich von dem Fluss Leine und der Kreisstraße K 505 berührt. Die Kreisstraße überquert die Leine auf der Marienbergbrücke.
Im Jahr 1860 baute das Hannoversche Königshaus zum Preis von 16.500 Reichstalern die Marienbergbrücke als hölzerne Jochbrücke über die Leine. Die Jochbrücke wurde 1911 durch eine Steinbrücke ersetzt. Auf der Ostseite der Brücke befand sich 1911 auch eine Fähre. Bis 1935 war die Brücke mit einer Schranke versehen, die von einem Schrankenwärter bewacht wurde, um unbefugten Kraftfahrzeugverkehr zur Marienburg zu verhindern. Erst nach dem Bau der Kreisstraße K 505 im Jahr 1935 bekamen Kraftfahrzeuge freie Fahrt nach Nordstemmen und Adensen.
Vom Schlossturm und von der Südseite des Schlossgebäudes aus hat man einen weiten Blick über das Leinetal. Die Nordhänge des Adenser Berges, des Schulenburger Berges und des Marienbergs gehören seit 1997 zum Landschaftsschutzgebiet Calenberger Leinetal. Beim Bau von Schloss Marienburg wurde der Marienberg zum romantischen Schlosspark umgestaltet, und es wurden Fußwege angelegt, die zum Wandern auf dem Marienberg und dem benachbarten Adenser Berg einladen. Die Ringwallanlage des Sachsenwalls, in dem sich die Marienburg befindet, ist begehbar. Von den Wegen am Waldrand des Adenser Berges ergeben sich Ausblicke in das Hallertal und das Calenberger Land.

## Geschichte

### Baugeschichte

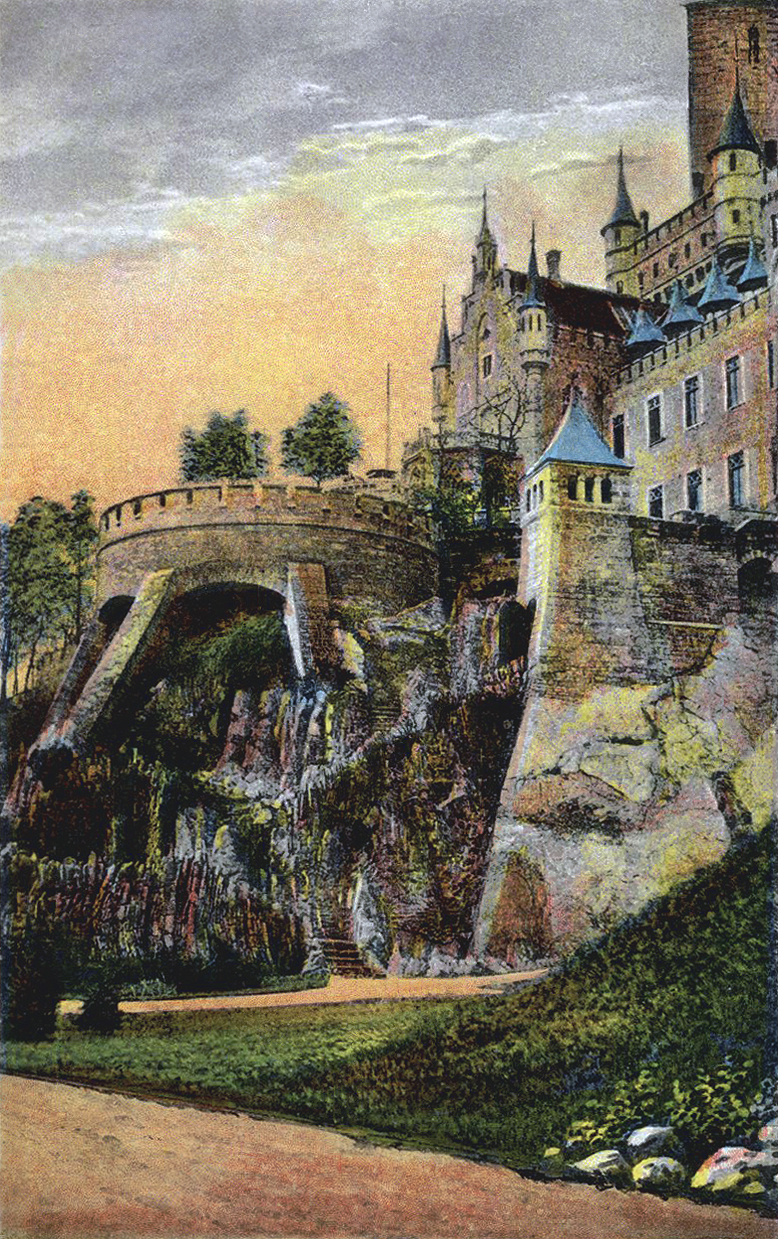
Blick auf den Südflügel von Schloss Marienburg als Darstellung auf einer Postkarte um 1920

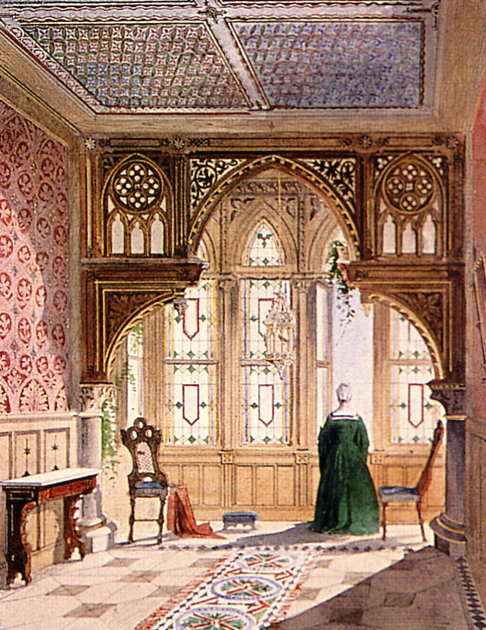
Der Salon der Hofdamen in der Marienburg, der 1862–1863 von Conrad Wilhelm Hase ausgeführt und 1865 von Edwin Oppler wieder abgerissen wurde.

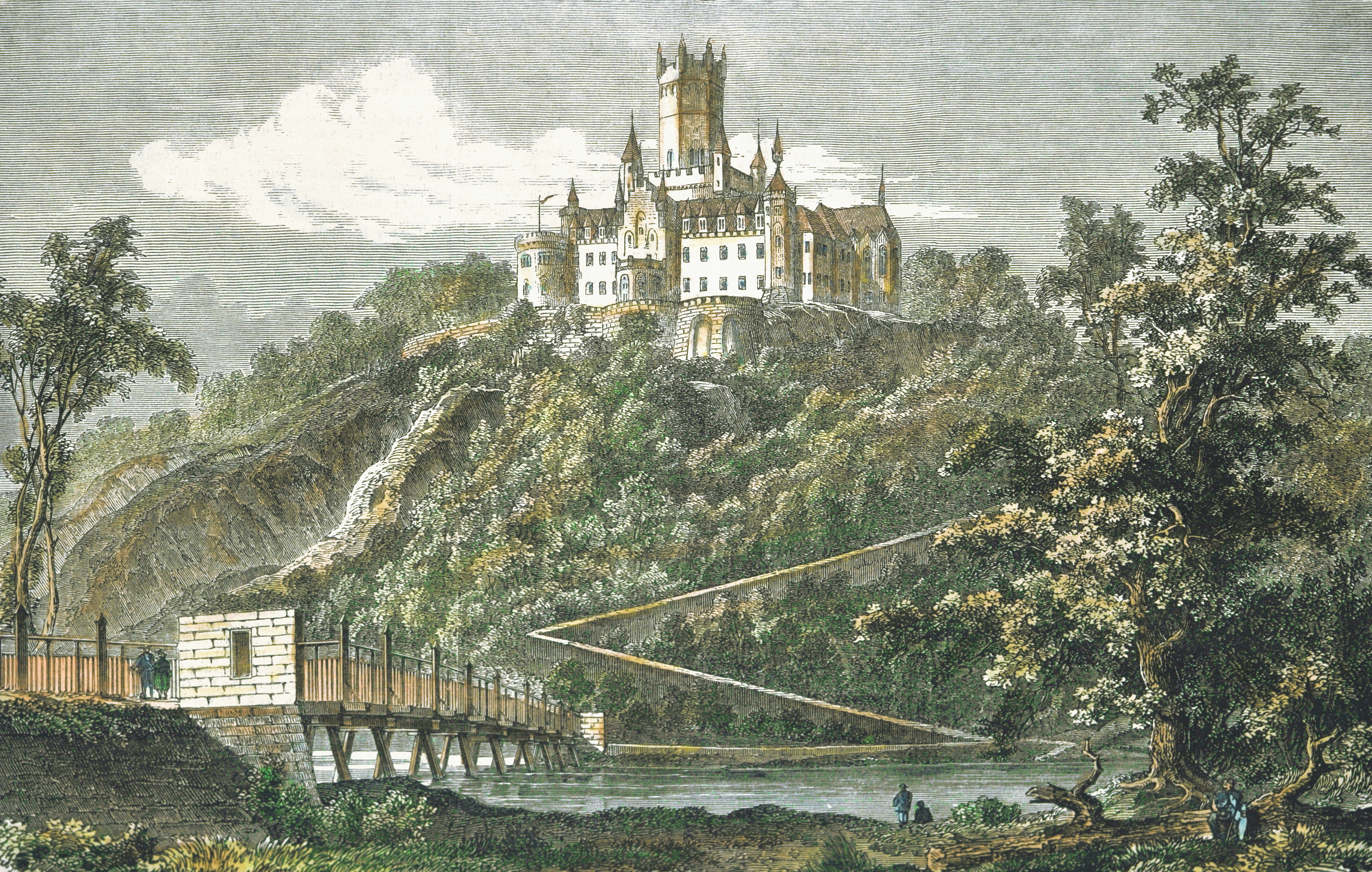
Der Holzstich zeigt die in der Zeit von 1857 bis 1864 von Conrad Wilhelm Hase vorgenommenen Bauarbeiten am Schloss Marienburg. Man sieht zwei Steinbrüche für die Gewinnung der benötigten Baumaterialien und einen aufgeständerten Holzweg für ihren Transport zum Schloss Marienburg.

Das für den Bau des Schlosses vorgesehene rund 30 Morgen große Waldgrundstück am Südosthang des Schulenburger Berges wurde von dem Ingenieurmajor Eduard Julius Hugo Witte vom Gut Hoyersum ausgewählt und Anfang des Jahres 1857 von dem Ackermann Rössing und dem Höfling Ziesenitz angekauft. Zum Geburtstag am 14. April 1857 übertrug König Georg V. von Hannover den Schulenburger Berg und das darauf zu erbauende Schloss in einer Schenkungsurkunde seiner Gemahlin, der Königin Marie, als Privateigentum. Das Schloss diente zunächst als ländliche Sommerresidenz, später war es als Witwensitz vorgesehen. Dabei bestimmte Georg V., dass dieser Berg hinfüro den Namen Marienberg führe und dass auf diesem Platze für Ihre Majestät die Königin eine Burg, genannt Marienburg, zum Sommersitz erbaut werde. Er ernannte in dieser Urkunde den Ingenieurmajor Witte, der zum Freundeskreis der königlichen Familie zählte, zum Oberbauleiter und erklärte das zukünftige Schloss zum uneingeschränkten persönlichen Eigentum der Königin. Dies wurde später nach der Annexion Hannovers wichtig, denn es sicherte Grundstück und Gebäude auch in preußischer Zeit dem Welfenhaus.
Die Königin Marie plante ein Schloss in Form einer mittelalterlichen, gotischen Höhenburg in romantischer Lage weit über dem Leinetal. Dafür war das in Aussicht genommene Grundstück bestens geeignet. Es lag in der Nähe des ehemaligen Stammhauses der hannoverschen Welfen, der Burg Calenberg, und befand sich dicht bei dem kurz zuvor gebauten Bahnhof Nordstemmen, in dem der königliche Salonwagen nach der Bahnfahrt untergestellt werden durfte. Außerdem bot es sich an, die Höhenburg in die bereits vorhandene Ringwallanlage des Sachsenwalls hineinzubauen, deren Innenraum dazu planiert und durch Aufschüttungen angehoben werden musste. Der Abhang zur Leine hin konnte aufgrund eines Steinbruchs so schroff abgetragen werden, dass die Marienburg vom Leinetal aus wie eine mittelalterliche Festung aussah. In dem zu einer Schlucht vertieften Steinbruch sollte ein romantischer Wasserfall unter einer Zugbrücke in die Leine hinabstürzen. Günstig war auch, dass der Berg durch die Sage von den Zwergen im Marienberg ein sagenumwobener Ort war, denen die Königin an den Zufahrten und Ausfahrten des Schlosses kleine Denkmale setzte.
Am 9. Oktober 1858 erfolgte die Grundsteinlegung in Anwesenheit der königlichen Familie. Dabei führten die drei Kinder nacheinander einen Hammerschlag aus. Königin Marie ernannte als Bauherrin den Ingenieurmajor Witte zum Verantwortlichen für die Finanzen des Bauwerkes. Er veruntreute mehrmals die ihm anvertrauten Gelder und hatte die auf dem Witteschen Gute beschäftigten Tagelöhner in den Rechnungen der Marienburg mit aufgeführt, wodurch der Kroncasse über 5000,-Rthr. dem Bau verlorengingen. Unter Wittes Aufsicht wurde das Schloss in den Jahren 1857 bis 1864 durch den Architekten Conrad Wilhelm Hase unter Mitwirkung des Bauleiters Ludwig Frühling im deutschen neugotischen Stil errichtet. Conrad Wilhelm Hase war an die Vorgaben der Königin gebunden, die den Bau einer mittelalterlichen, wehrhaften Burg wünschte. Ihre Vorbilder waren dabei die zeitgenössischen Neubauten von Schloss Babelsberg, Burg Hohenzollern, Schloss Stolzenfels und Burg Sooneck. Eine wehrhafte Burg, in die man sich für einige Monate mit der Familie vom offiziellen Hofleben zurückziehen und hinter der hochgezogenen Zugbrücke einschließen konnte, entsprach dem königlichen Wunsch nach Privatsphäre und Abgeschiedenheit.
Conrad Wilhelm Hase verwendete einen in der Tradition des barocken Residenzbaus stehenden, achsensymmetrischen Grundriss, bei dem vier Gebäudeflügel um einen geschlossenen Innenhof stehen, der von einem hohen Bergfried überragt wird. Den Eindruck einer historischen Burg weckte er durch Türme mit Schießscharten, durch zinnenbewehrte Mauern und mächtige Torbauten und im Nordosten durch einen Burggraben mit Zugbrücke und Fallgitter. Trotz des martialischen Aussehens hatten die Wehranlagen ganz profane Aufgaben. Beispielsweise dienten mächtige Bastionen als Eiskeller und hohe Wachttürme als Volieren und als Stall für die Lieblingsziegen der Prinzessin Mary. Ein Korkmodell von der Burg gab dem blinden König die Möglichkeit, die Marienburg in allen Einzelheiten zu erfühlen. Der Architekt Justus Heinrich Jakob Molthan lieferte Möbel und kunstgewerbliche Arbeiten für die Inneneinrichtung des Schlosses.
Da die Bauarbeiten schnell voran gingen, war der Rohbau des Südflügels bereits im Sommer 1859 weitgehend fertiggestellt. Am 3. Dezember 1860 wurde das Richtfest gefeiert. Conrad Wilhelm Hase sorgte beim Innenausbau für Innovationen. Die Außentüren des Rittersaales ließen sich in den Boden versenken, es gab eine Warmwasserheizung, und neugotische Säulen aus Gusseisen dienten als Stützen in den Räumen. Conrad Wilhelm Hase gestaltete fast alle repräsentativen Wohnräume des Schlosses samt Inneneinrichtung. Er hatte zahlreiche Auseinandersetzungen mit dem Oberbauleiter Witte, die im Juli 1864 zu seinem Rücktritt führten. Später erklärte Conrad Wilhelm Hase gegenüber dem Hausminister Carlo von Marlotie mit großer Zurückhaltung, dass er sich nicht weiter darüber äußern möge, wie er von Seiten des Burghauptmann Witte beim Bau der Marienburg zur Seite geschoben sei, und wie er eine derartige Behandlung sich habe nicht gefallen lassen können, weshalb er freiwillig und stillschweigend zurückgetreten sei.
Nachfolger wurde sein Schüler Edwin Oppler, der in den Jahren 1862/1863 die Villa Solms in Hannover in der Jägerstraße am Georgengarten für Wilhelm zu Solms-Braunfels, den Halbbruder von Georg V., im Stil der englischen Neogotik gebaut und eingerichtet hatte. Die Ausstattung der Villa begeisterte die Königin Marie so sehr, dass sie Edwin Oppler den Auftrag für die Weiterführung der Arbeiten in der Marienburg erteilen wollte. Edwin Oppler weigerte sich, unter der Bauleitung von Witte zu arbeiten. Daraufhin wurde Witte die Bauleitung entzogen und er zum Burghauptmann befördert. Danach wurde Edwin Oppler am 17. Oktober 1864 zum Architekten der Marienburg ernannt. Hermann Narten arbeitete 1865/66 unter ihm an der Innenausstattung der Marienburg mit. Die von Conrad Wilhelm Hase vorgenommene Inneneinrichtung des Schlosses wurde von Oktober 1864 bis in das Jahr 1869 von Edwin Oppler beispielsweise im Rittersaal, in den angrenzenden Räumen der Königin Marie, im Salon der Hofdamen und im Billardzimmer entfernt und im Stil der englischen Neogotik umgestaltet, weil Edwin Oppler den deutschen neugotischen Stil von Conrad Wilhelm Hase und dessen Materialien Gips und Gusseisen ablehnte.
Erhalten blieb die Innenausstattung von Conrad Wilhelm Hase jedoch in der Bibliothek, im Fremdenzimmer, in der Halle des Hauptturms und im Nebenzimmer; auch Teile seines Gestühls im Rittersaal blieben vorhanden. Edwin Oppler nahm folgende bauliche Änderungen vor: Anstelle der kleinen Räume neben dem Speisesaal legte er die morning hall an, erhöhte den Südwestturm um ein Geschoss, gab ihm ein Kegeldach, fügte einen Anbau zwischen dem Südostturm und der Stirnseite des Ostflügels an und begann einen danach fragmentarisch gebliebenen Wintergarten in der Form einer gotischen Basilika. Zwischen dem November 1867 und dem Dezember 1869 wurde die Ausmalung der morning hall von dem Maler Otto Knille und die Ausmalung des Speisesaales von dem Maler Leonard Gey fertiggestellt.
Im nördlichen Flügel des Schlosses befand sich der Marstall mit zwei Pferdeställen und der dazwischenliegenden Kutschenremise; er dient heute als Restaurant. Die Verwendung der Kutschenremise als Restaurant lässt vermuten, dass sich die früher dort eingestellten Kutschen nicht mehr im Besitz des Welfenhauses befinden. Neun Wagen (Berlinen, Coupés, Landauer, Feuerwehrwagen und ein sechssitziger Wagen, einige mit den Wappen Georgs V.), wurden vom Welfenhaus 1967 an das Red Barn Carriage Museum in Houston in Texas verkauft. Das Museum besteht nicht mehr; die Kutschen wurden im November 1975 während einer Auktion weiterverkauft.
Der Hofgarteninspektor Schaumburg legte die Außenanlagen von Schloss Marienburg im Stil eines englischen Landschaftsgartens an. Innerhalb des Ringwalls entstanden verschlungene Wege, künstliche Felsformationen, Steintreppen und ein künstlicher Wasserfall, der die Schlucht hinabstürzen sollte. Die Gartenanlagen wie der Prinzessinnengarten vor dem Westflügel und der Garten unterhalb der Terrasse besaßen Blumengärten mit Beeten, die von der schlosseigenen Gärtnerei gepflegt wurden. Die Pferde erhielten einen runden Reitplatz im südlichen Bereich des vorderen Parkplatzes. In der Nähe des Reitplatzes befand sich auf dem Gelände des hinteren Parkplatzes eine Gärtnerei mit dem Gärtnerhaus. Der Förster bewohnte das Schweizerhaus südwestlich des Schlosses. Diese beiden Gebäude waren bis etwa 1970 bewohnt. Danach standen sie einige Zeit leer, bis sie abgerissen wurden. Die Fundamente und ein Stück der Mauer des Schweizerhauses waren im Jahr 2008 noch erhalten. Im Sommer 1865 waren die Bauarbeiten so weit fortgeschritten, dass Georg V. mit seiner Familie das Schloss Marienburg am 1. Juni 1865 beziehen konnte und einige Wochen lang bewohnte.

### Annexion des Königreichs Hannover
Im Deutschen Krieg um die Vorherrschaft Preußens lehnte König Georg V. von Hannover das mehrfache Bündnisangebot von Preußen ab und verbündete sich stattdessen mit Österreich, da er hoffte, dass Österreich die Preußen im Krieg besiegen würde. Am 17. Juni 1866 gab Georg V. eine Proklamation ab, die mit den Worten begann: „An Mein getreues Volk! Seine Majestät der König von Preußen hat Mir den Krieg erklärt. Das ist geschehen, weil Ich ein Bündniß nicht eingehen wollte, welches die Unabhängigkeit Meiner Krone und die Selbständigkeit Meines Königreichs antastete, die Ehre und das Recht Meiner Krone demüthigte und die Wohlfahrt Meines getreuen Volkes erheblich zu verletzen geeignet war.“
In der Schlacht bei Langensalza am 27. Juni 1866 war zwar die hannoversche Armee einen Tag lang überlegen, aber ihre Munitionen waren verbraucht, und Georg V. musste am 29. Juni 1866 kapitulieren, als sich der zweite Angriff der weit überlegenen Preußen abzeichnete. Georg V. ging nach dieser Kapitulation mit seinem Sohn Ernst August ins österreichische Exil. Doch bereits am 3. Juli 1866 besiegte Preußen das Land Österreich in der Schlacht bei Königgrätz, und Österreich war anschließend nicht in der Lage, den Bestand des Königreiches Hannover zu sichern. Das Königreich Hannover wurde nach der Kapitulation von preußischen Truppen besetzt. Durch das preußische Gesetz vom 20. September 1866 wurde die formelle Annexion des Königreiches Hannover vollzogen. Nun war das ehemalige Königreich Hannover nur noch die preußische Provinz Hannover.
Die Königin Marie blieb nach der Schlacht bei Langensalza zunächst mit ihren Töchtern Friederike und Mary im Schloss Herrenhausen, das zum Privatbesitz der Welfen gehörte. Dorthin ließ sie auch die Schätze der Welfen bringen, um sie vor dem Zugriff Preußens zu sichern. Auf Wunsch von Georg V. zog die älteste Tochter Prinzessin Friederike am 21. September 1866 zu ihrem Vater in die Villa Hügel in Hietzing bei Wien.
Während des Deutschen Krieges gegen Preußen im Jahr 1866 wurde am Innenausbau der Marienburg weiter gearbeitet, weil das Königspaar gehofft hatte, auch nach dem Krieg in der Marienburg residieren zu können. Nach den Ereignissen von 1866 führte Edwin Oppler die Bauarbeiten am Schloss Marienburg bis zum Dezember 1869 weiter, um die Schlosskapelle und die morning hall zu vollenden. Bis zum Frühjahr 1867 waren die meisten Räume fertig, die restlichen Räume sind bis in die Gegenwart hinein unbewohnbar.
Die Königin Marie zog am 27. September 1866 mit ihrer jüngsten Tochter, der Prinzessin Mary, und ihrem hannoverschen Hofstaat, der etwa vierzig Personen umfasste, vom Schloss Herrenhausen aus in ihr Schloss Marienburg, das damals noch eine Baustelle war. Dorthin ließ sie auch die Schätze der Welfen bringen, um sie vor dem Zugriff Preußens zu sichern. Die wichtigste Aufgabe der Königin bestand darin, die Kronjuwelen der Welfen an der preußischen Bewachung des Schlosses Marienburg vorbei nach England und äußerst wertvolle Schätze in das preußische Ausland schmuggeln zu lassen.

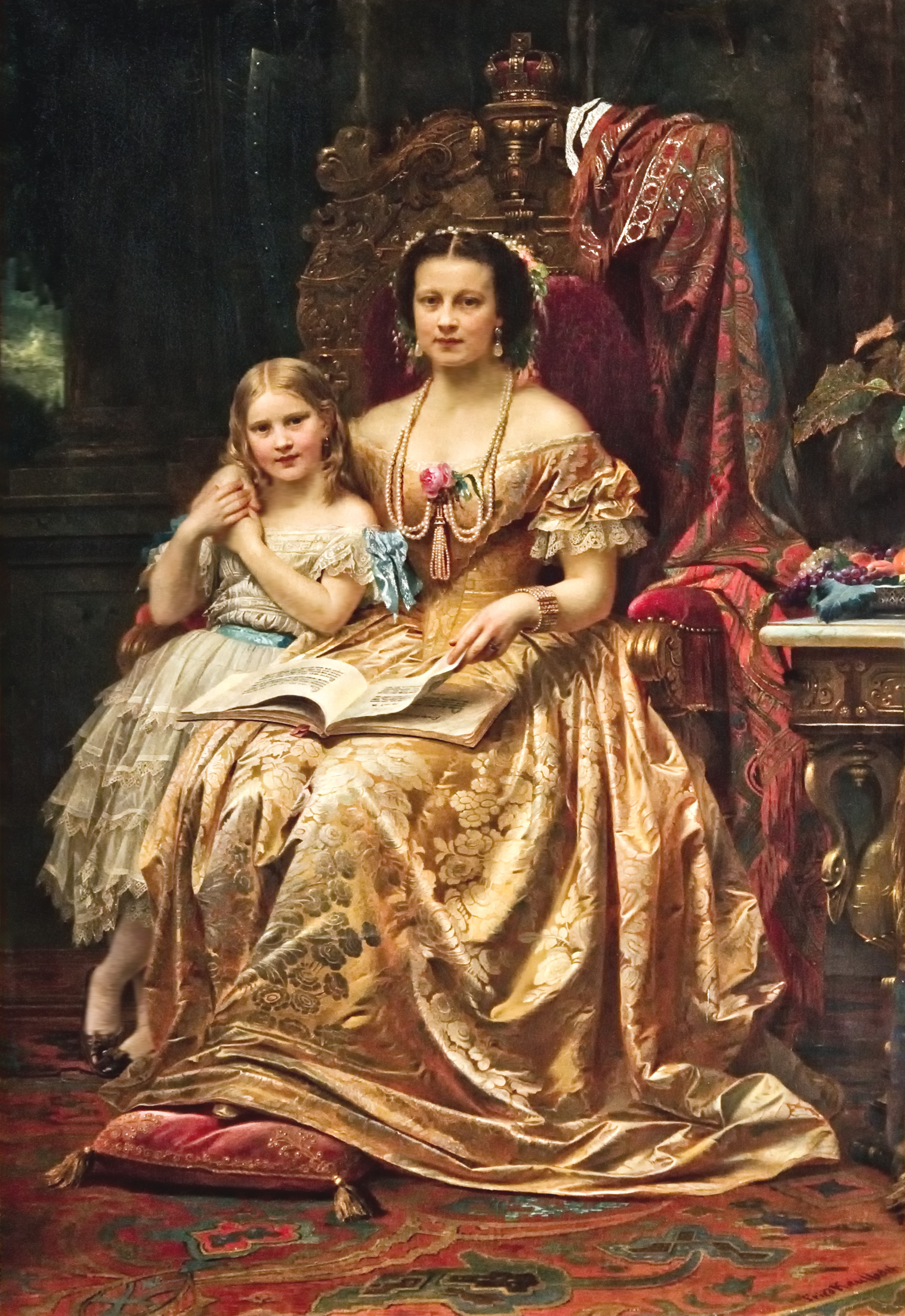
Königin Marie und ihre Tochter Mary 1866 bis 1867 im Schloss Marienburg. Gemälde von Wilhelm von Kaulbach
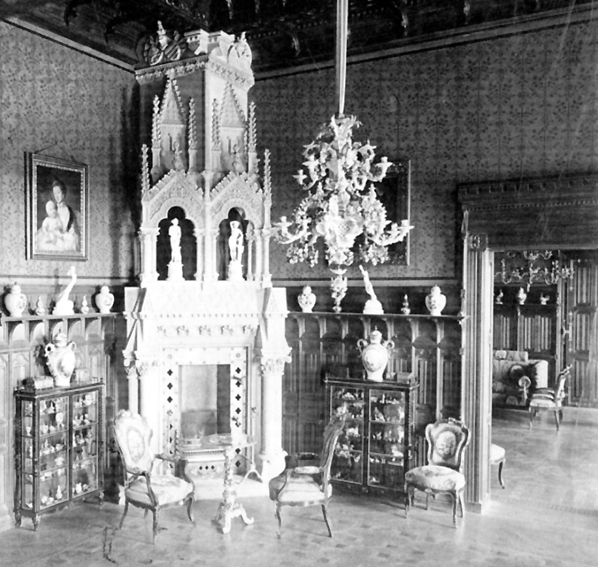
Salon der Königin Marie im Jahr 1867
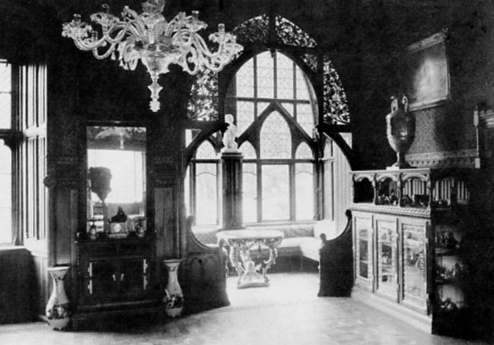
Salon der Prinzessinnen Mary und Friederike im Schloss Marienburg im Jahr 1867
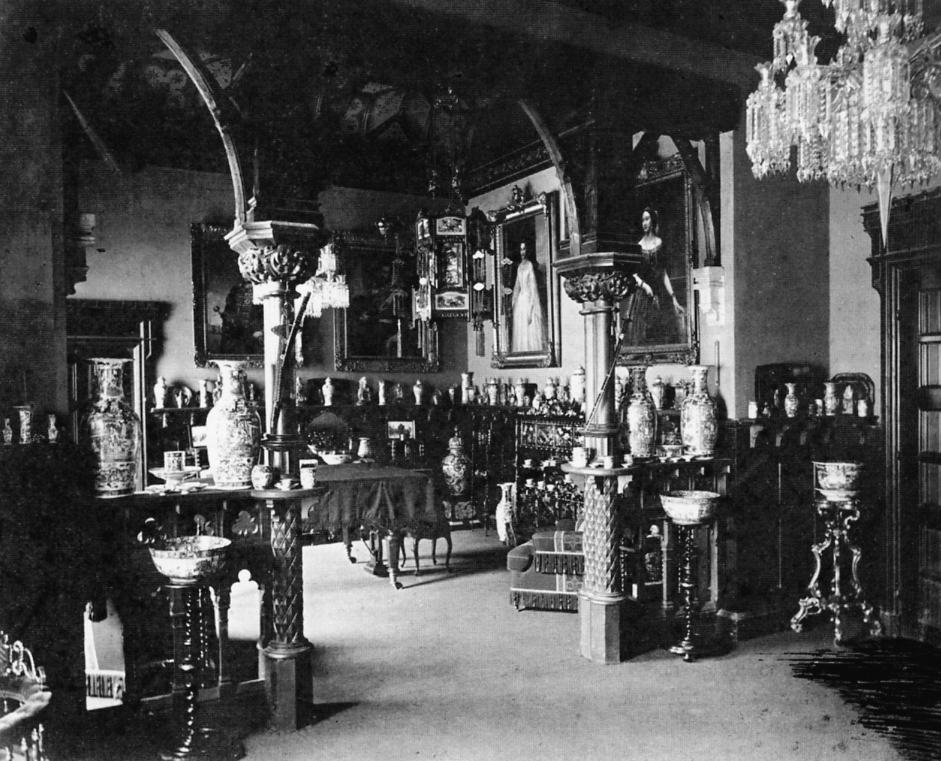
Die chinesischen Zimmer in der Marienburg im Jahr 1867

### Verbringung der Kronjuwelen
Die Kronen und Kronjuwelen vom Herzogtum Braunschweig-Lüneburg und die Krone, das Zepter und die Prinzessinnenkrone des Königreiches von Hannover befanden sich 1866 unter dem Schutz der Königin Marie in ihrem Schloss Marienburg. Als Befürchtungen aufkamen, dass die Besatzungsmacht Preußen die Kronjuwelen der Welfen beschlagnahmen könnten, entschloss sich Königin Marie, sie 1867 heimlich außer Landes bringen zu lassen. Der Minister a. D. Graf Kielmannsegg sowie seine Ehefrau Juliane brachten im März 1867 die Wertgegenstände nach England in die Obhut des Herzogs von Cambridge. 1869 erhielt das Ehepaar von Georg V. den Auftrag, den Kronschatz von London wieder abzuholen und nach Gmunden zu bringen, was der Gräfin, gemeinsam mit ihrem Sohn Alexander, ebenfalls unbemerkt gelang.
Von 2014 bis 2017 wurden die Kronjuwelen erstmals seit dem Ende des Königreiches Hannover wieder auf ehemals welfischem Gebiet gezeigt. Dazu führte das Welfenhaus im Schloss Marienburg die Ausstellung „Der Weg zur Krone“ durch. Eine Hauptattraktion in der Schau waren die Insignien des Königreiches Hannover mit der Krone von 1842 mit Zepter und die Brautkrone, die König Ernst August anfertigen ließ und später an seinen Sohn Georg V. vererbte. Hannovers Krone war zuletzt im Jahr 1997 in einer Ausstellung im Deutschen Historischen Museum in Berlin öffentlich zu sehen. Nach Angabe der Schlossverwaltung wurde diese Ausstellung innerhalb von drei Jahren von beinahe 100.000 Personen besucht.

### In der Provinz Hannover

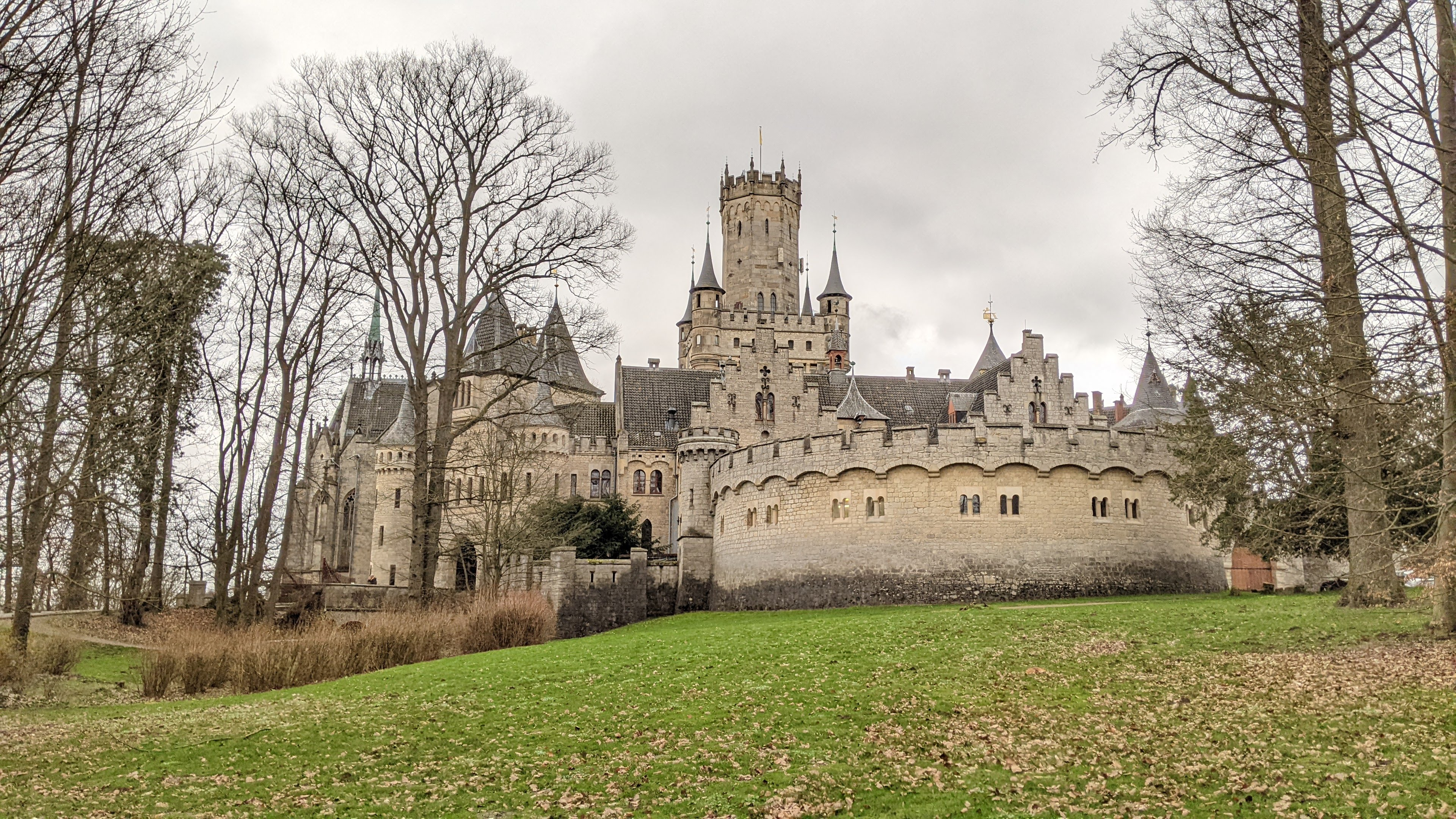
Seitenansicht

Infolge der Niederlage des Königreichs Hannover im Deutschen Krieg fiel das Gebiet im Jahr 1866 als Provinz Hannover an das Königreich Preußen. Am 24. Juli 1867 hat auch die Königin Marie die nun preußische Provinz Hannover mit ihrer Tochter Mary verlassen, weil sie von den Preußen aufgefordert worden war, ihren hannoverschen Hofstaat zu entlassen und durch preußisches Personal zu ersetzen, was sie für nicht akzeptabel ansah. Außen an dem nordöstlichen Eingangstor der Marienburg hängt seitdem ein Hufeisen; nach einer ätiologischen Ortssage hat eines der Pferde des Sechsspänners bei der Abfahrt der Königin Marie dieses Hufeisen verloren. Vom Bahnhof Nordstemmen aus fuhren die beiden mit der Bahn nach Österreich ins Exil; sie haben das Schloss Marienburg nie wiedergesehen. Dort war die Familie wieder vereint: König Georg V. mit Königin Marie, dem Sohn Ernst August und den beiden Töchtern Friederike und Mary in der Villa Hügel im Wiener Vorort Hietzing, die damals Herzog Wilhelm von Braunschweig aus der braunschweigischen Linie der Welfen gehörte.
Im Jahr 1866 hatten Freunde der Welfen die Ernst-August-Eiche gepflanzt. Sie befindet sich inmitten des Buchenwaldes an einem Waldweg im Norden des Marienberges auf einem aufgeschütteten Plateau. Die ursprüngliche Wegführung ist im 20. Jahrhundert südlich der Ernst-August-Eiche verändert worden. Von dem vorderen Parkplatz führt jetzt ein Waldweg unterhalb der ehemaligen Waldgaststätte Marienberg und oberhalb der Autostraße in Richtung Norden zu der Ernst-August-Eiche hin. Auf dem runden bemoosten Gedenkstein vor der mächtigen Eiche steht die verwitterte Inschrift: Kronprinz Ernst-August – Gepflanzt 1866. Reste von alten elektrischen Straßenlampen zeigen, dass bestimmte Waldwege des Marienberges nachts beleuchtet wurden.
Nach 1867 wurde in der Marienburg noch jahrelang weitergebaut. Die Innenausstattung des Rittersaales und des Speisesaales wurde aber von Edwin Oppler nicht mehr fertiggestellt. Der Hoffotograf Reinnicke fertigte 1867 für die Königin Marie Bilder von der Marienburg an, die die ursprüngliche Pracht der Räume dokumentieren. Die Marienburg wurde von Edwin Oppler bis zu seinem Tod am 6. September 1880 betreut. Anschließend übernahm sein Nachfolger Ferdinand Schorbach die bauliche Betreuung des Schlosses. Nach der Abreise der Königin Marie stand das Schloss – eingezäunt und ab 1869 nur von dem Burgaufseher Henry Hartmann und seinem Nachfolger bewohnt und bewacht – fast 80 Jahre leer. Allerdings befand sich im Schloss schon im 20. Jahrhundert ein Schlossmuseum, das die inzwischen verlorene ursprüngliche Pracht des Schlosses zeigte und das damals täglich besichtigt werden konnte.
Nach dem Zweiten Weltkrieg wurde das Schloss Marienburg erstmals wieder von den Welfen bewohnt. Ernst August (III.), letzter Herzog von Braunschweig und Enkel von König Georg V. und Königin Marie, bewohnte ab 1945 mit seiner Frau Viktoria Luise und den Kindern die Marienburg. Zuvor hatte die Familie auf Schloss Blankenburg im Harz gewohnt, das durch alliierten Gebietstausch im Juli 1945 im Harz an die Sowjetische Besatzungszone kam. Zunächst hielten britische Besatzungstruppen den gesamten braunschweigischen Landkreis Blankenburg besetzt, so dass der Umzug der Welfenfamilie von der britischen Armee durchgeführt werden konnte. Vier Wochen lang fuhren gut 30 Lkw unter dem Geleitschutz dreier Panzerwagen zwischen Blankenburg und Schloss Marienburg hin und her und räumten die Schlösser in Blankenburg fast vollständig leer. Das Umzugsgut ging größtenteils zum Schloss Marienburg, wo schon das Inventar der Schlösser Braunschweig, Hannover und Gmunden sowie die Einrichtung des königlichen Empfangsbahnhofs in Nordstemmen lagerte. Dort befanden sich vor ihrem Verkauf auch das Evangeliar Heinrichs des Löwen (jetzt in der Herzog August Bibliothek in Wolfenbüttel) und das rund 44.000 Münzen umfassende Münzkabinett des Hauses Hannover (jetzt im Landesmuseum Hannover).
Seit dem Kriegsende bewohnten auch zahlreiche Flüchtlingsfamilien die Marienburg. Am 30. Januar 1953 starb Ernst August auf Schloss Marienburg bei Hannover. Anschließend kam es 1954 zum Konflikt zwischen Viktoria Luise und ihrem Sohn Ernst August (IV.). Dabei ging es vor allem um die Apanage der Herzogin. Zum anderen wünschte Herzog Ernst August (IV.), seine Mutter möge sich entsprechend den Gepflogenheiten des Welfenhauses endgültig aus dem öffentlichen Leben zurückziehen und diese Tätigkeit dem jungen Herzogpaar überlassen, was seine energische und populäre Mutter nicht wollte. Sie blieb aktiv in vielen karitativen Vereinigungen sowie im Victoria-Luise-Frauenbund, verließ das Schloss im Dezember 1956 und zog in ein ihr vom „Braunschweiger Freundeskreis“ im Braunschweiger Ortsteil Riddagshausen zur Verfügung gestelltes Haus.

## Schlossmuseum
Der Zugang zum Schloss befindet sich im Osten, der Innenhof des Schlosses kann während der Öffnungszeiten auch ohne Teilnahme an einer Führung betreten werden, da sich dort der Zugang zum Restaurant befindet. Einige Räume des Schlosses werden für Feiern vermietet. Durch das Fällen von Bäumen wurde der Blick auf die Marienburg von Süden (von der Kreisstraße 505 aus) und vom Norden (von dem Parkplatz aus) freigestellt. Die Fußwege und Treppen rings um die Marienburg, die von der Königin Marie angelegt wurden und die für ihren Gesamtentwurf wichtig waren, verfallen und sind noch nicht in ein Pflegekonzept aufgenommen worden.
Das Schloss Marienburg ist Ort offizieller Empfänge der Familie von Hannover. Nach Aussagen der Schlossverwaltung wurden im Jahr 2013 rund 170.000 Besucher gezählt. Olaf Ahrens, der Leiter des Schlossbetriebs, teilte Anfang Oktober 2014 die Zahl der Besucher vom Januar bis September 2014 mit: Bisher verzeichnete das Schloss 130 000 Gäste, 65 000 sahen sich die Sonderausstellung an. Rund 40 000 Bürger besuchten spezielle Veranstaltungen wie Firmenevents oder Hochzeiten. In den Jahren 2015 und 2016 kamen rund 190.000 Besucher.
Nach dem Anschluss der Schlossheizung an die Abwärme der Biogasanlage in Nordstemmen ist das Schloss Marienburg auch an bestimmten Tagen der Winter-Saison geöffnet (Stand: 3. Januar 2017). In einigen Räume finden gelegentlich Veranstaltungen statt; dann sind nur eingeschränkte Führungen möglich. Die Schlosskapelle steht der evangelisch-lutherischen Kirchengemeinde Schulenburg für Konzerte und kirchliche Amtshandlungen wie Trauungen zur Verfügung, da die Evangelisch-Lutherische Landeskirche Hannovers die Schlosskapelle auf ihre Kosten renoviert hat und ein Nutzungsrecht besitzt. In den restaurierten Salonräume des Kronprinzen im Erdgeschoss führt das Standesamt der Stadt Pattensen an bestimmten Tagen Eheschließungen durch. (Stand: 3. Januar 2017)
Bei der kostenpflichtigen begleiteten Schlossführung werden schwerpunktmäßig jene Räume gezeigt, die die Königin Marie mit ihrer Tochter Mary in den Jahren 1866 bis 1867 bewohnte. Es sind nur etwa 15 der rund 100 von Edwin Oppler gestalteten Räume, darunter die Eingangshalle, der Rittersaal und der Salon der Königin mit Bibliothek, die Schlosskapelle und die alte historische Schlossküche. Ein Teil der in der Führung enthaltenen Räume (Speisesaal und Räume der Prinzessinnen) darf gesehen, aber nicht betreten werden. In den beiden chinesischen Zimmern fehlt das chinesische Inventar aus der Zeit der Königin Marie (siehe Abbildung 5 in der Bildsammlung Bilder aus den Jahren 1866 bis 1867), das bei der Auktion im Jahr 2005 versteigert wurde. Diese beiden leergeräumten Zimmer werden für jährlich wechselnde Sonderausstellungen genutzt (Stand: 2017).
Nur Fotografien aus dem Jahr 1867 überliefern noch die ehemalige Pracht der königlichen Räume, die damals mit überaus wertvollem Inventar ausgestattet waren. Aber die Schätze der Königin Marie sind bis auf das ausgestellte Porzellanservice für 14 Personen versteigert. Geblieben ist an diesem historischen Ort nur die Innenarchitektur von Edwin Oppler mit den bleiverglasten Fenstern, die einen weiten Blick auf das Leinetal freigeben, und das von Edwin Oppler entworfene neugotische Mobiliar. Zu besichtigen sind außerdem Familiengemälde sowie Bilder und Teller mit Abbildungen der ehemaligen Besitztümer der Welfen und die erlesene Silbermöbelgarnitur aus dem Beginn des 18. Jahrhunderts, die auf der deutschen Liste nationaler Kulturgüter verzeichnet ist.
Zusätzlich werden zu festgelegten Terminen verschiedenartige begleitete Sonderführungen mit Voranmeldung angeboten (Stand: 3. Januar 2017).

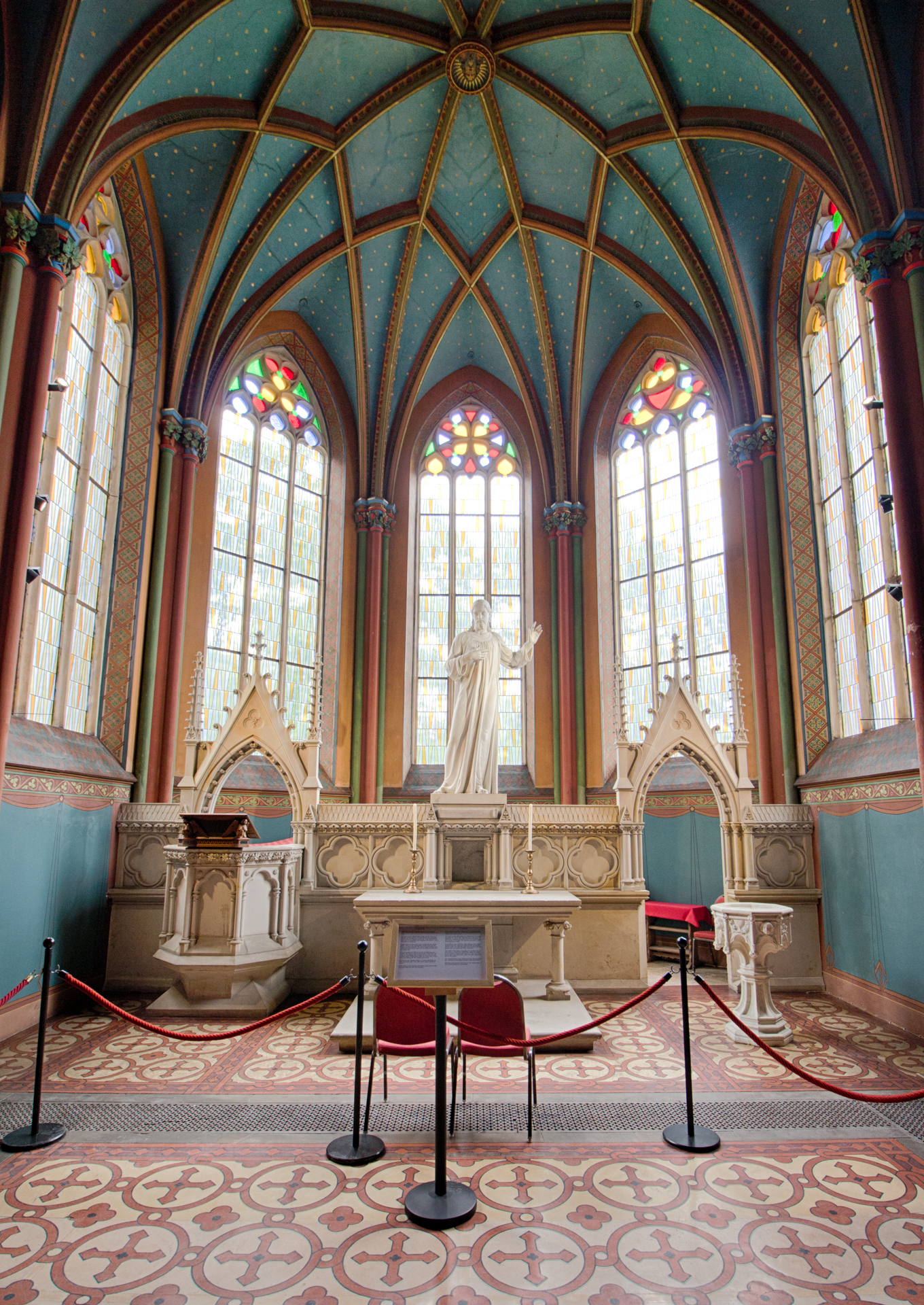
Altar der Schlosskapelle
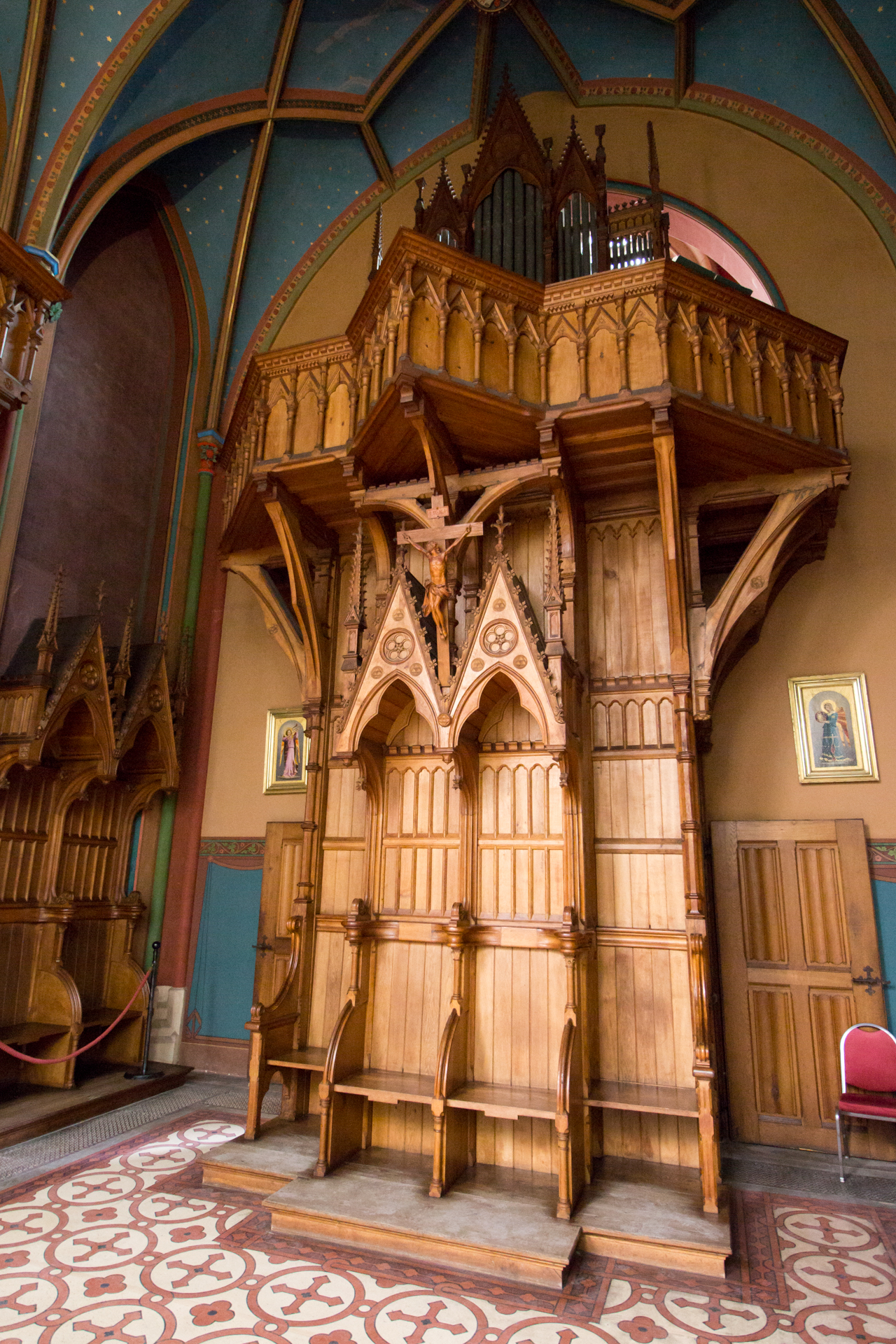
Sitzplätze für das Königspaar in der Schlosskapelle
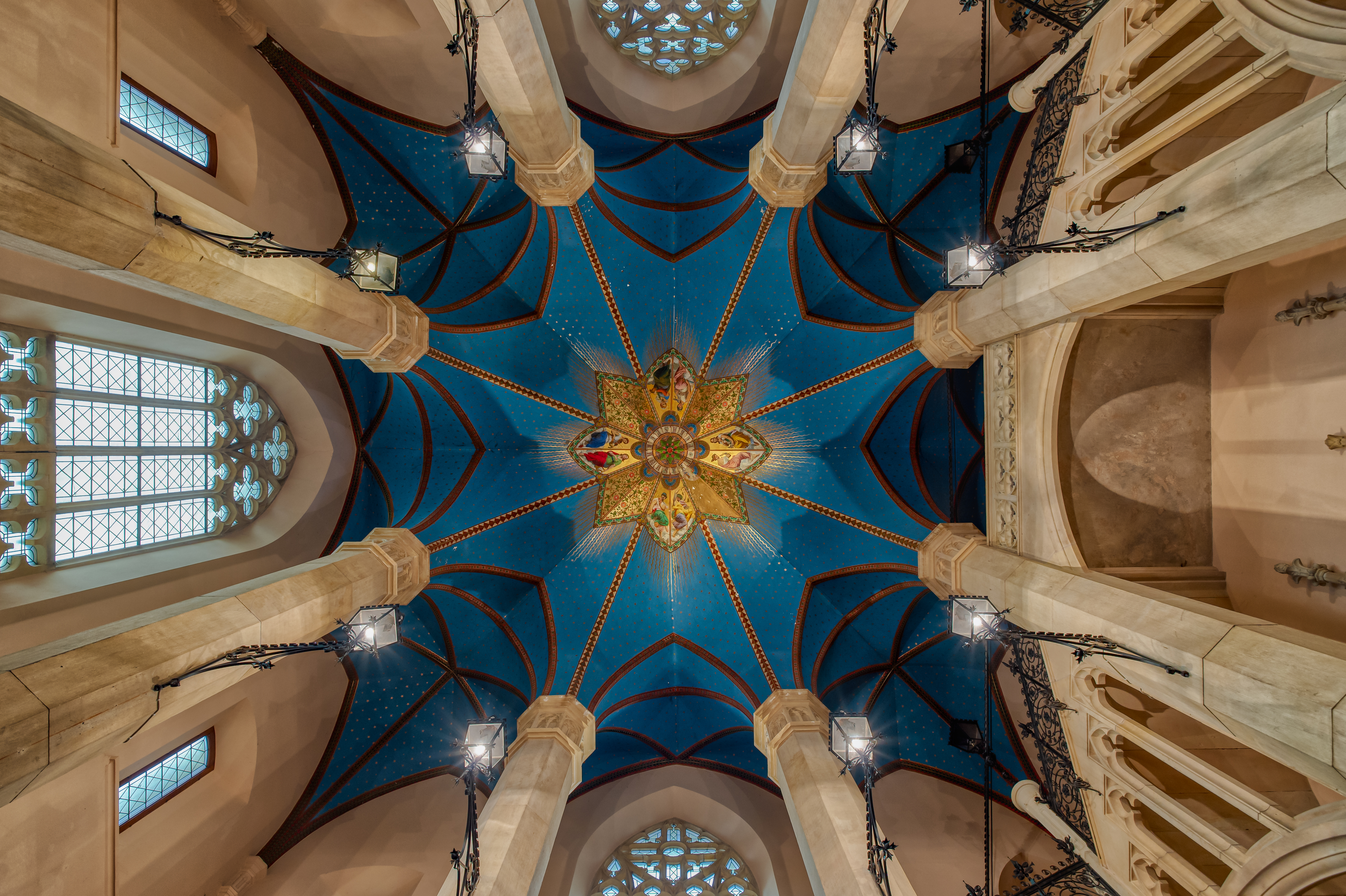
Decke der Eingangshalle
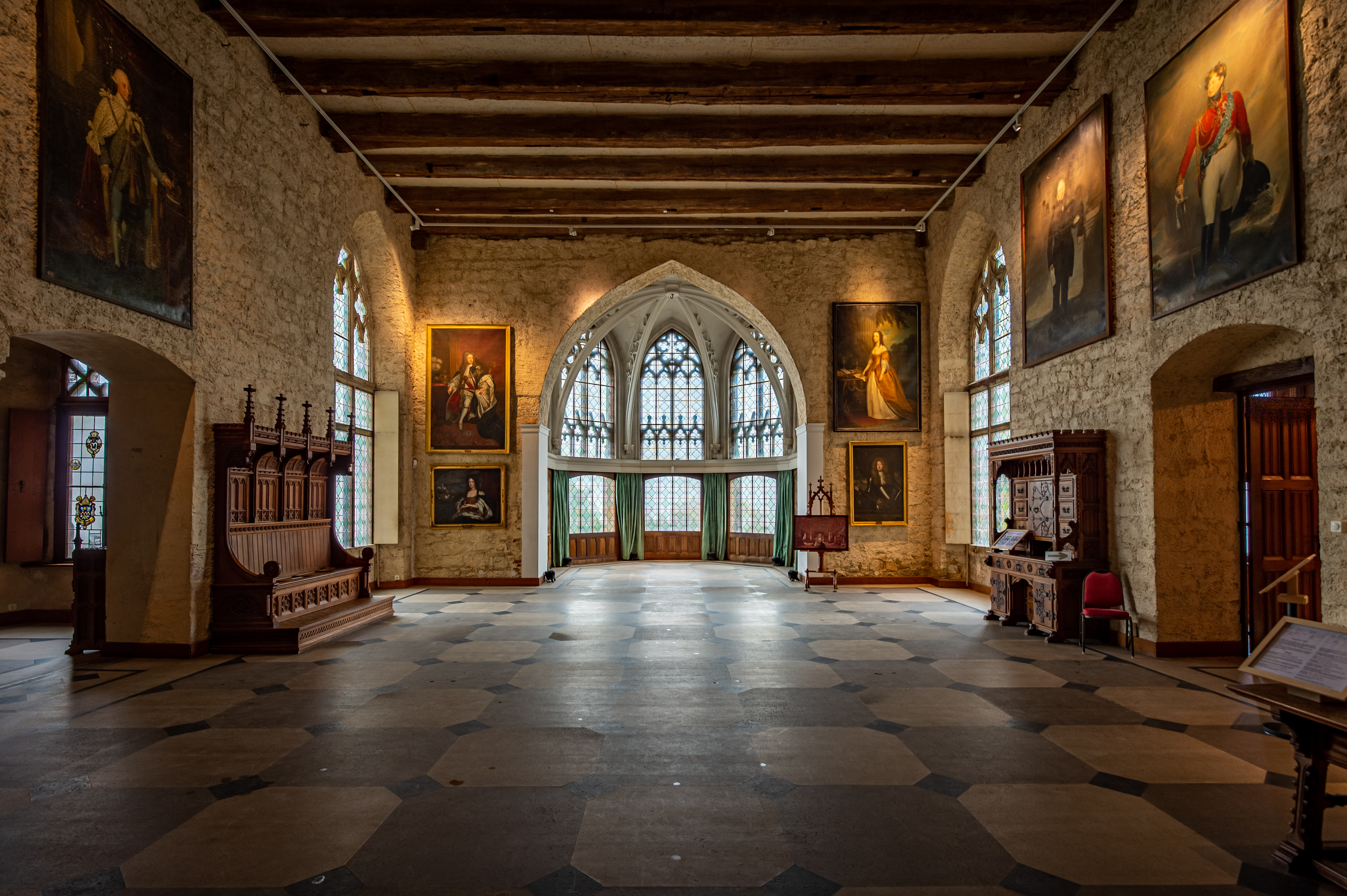
Rittersaal
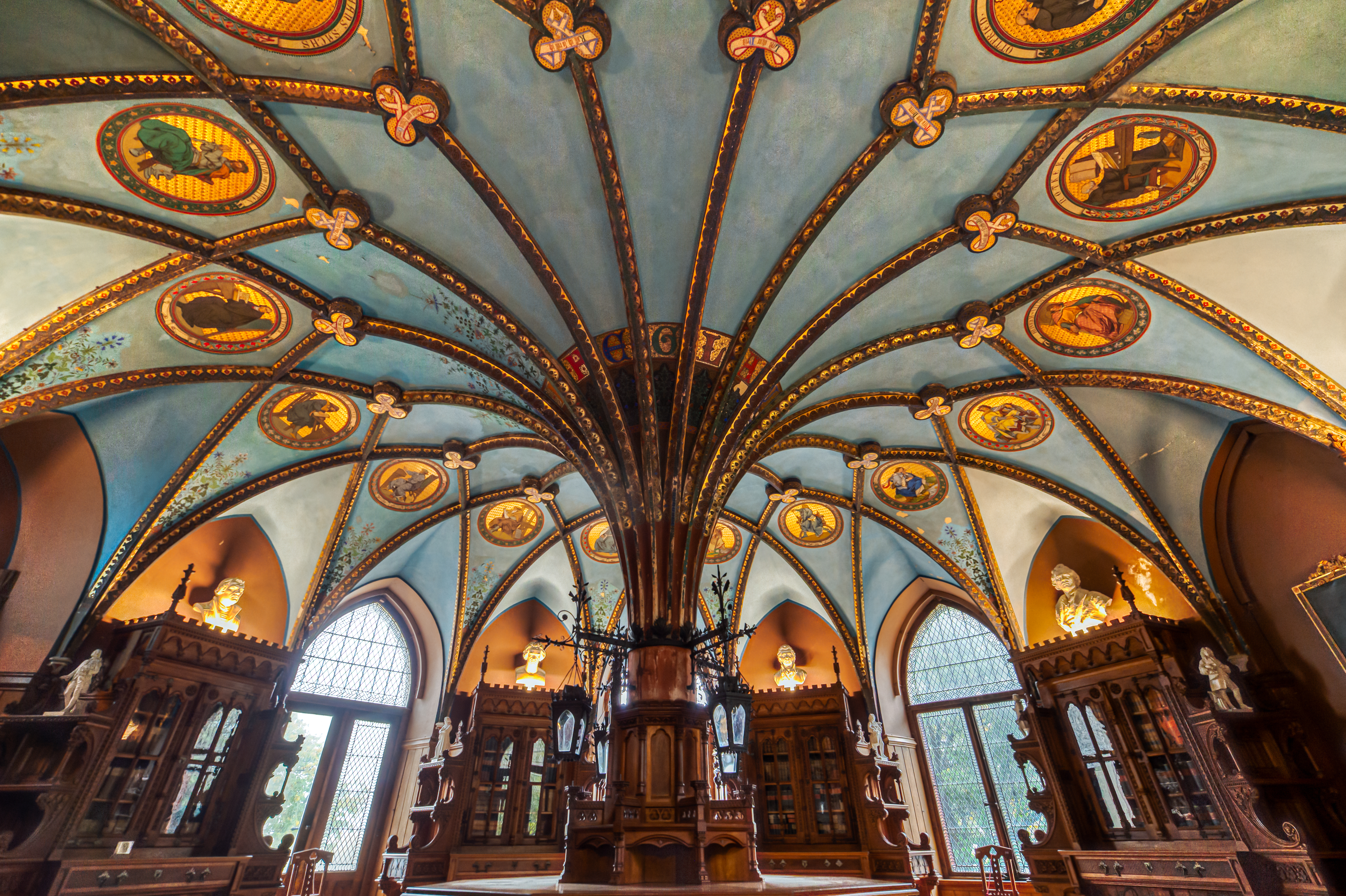
Bibliothek
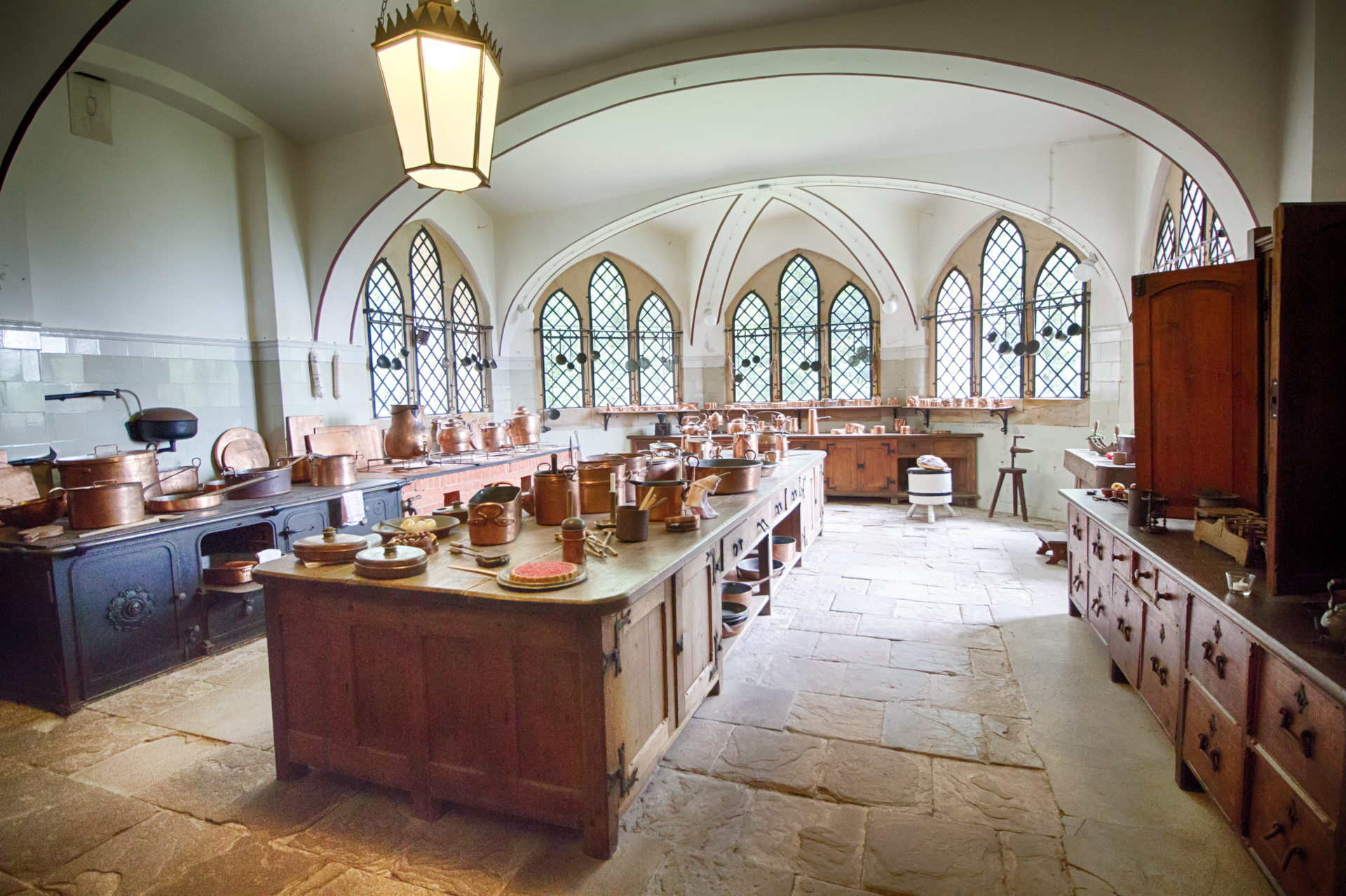
Schlossküche
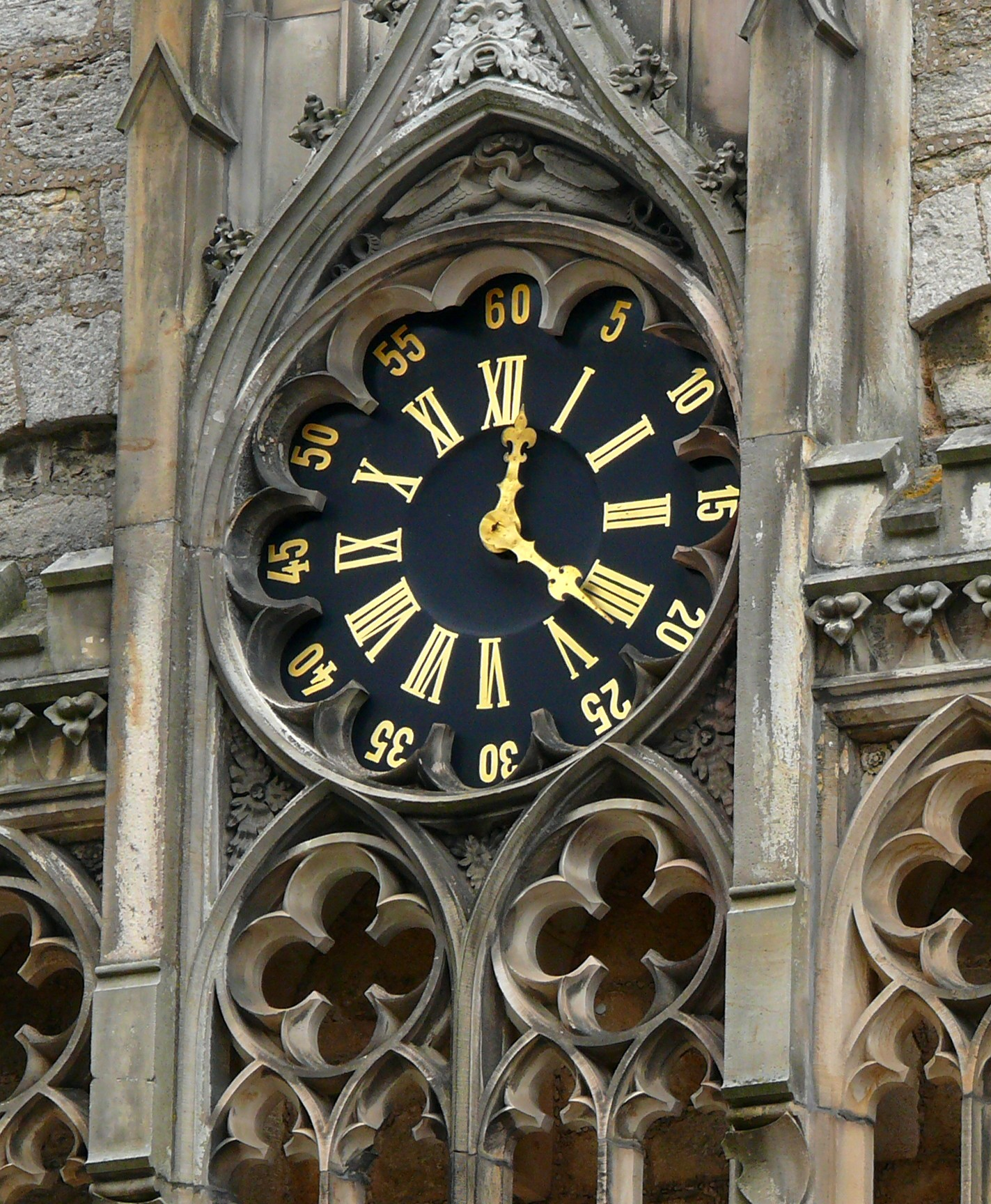
Uhr im Innenhof von Schloss Marienburg
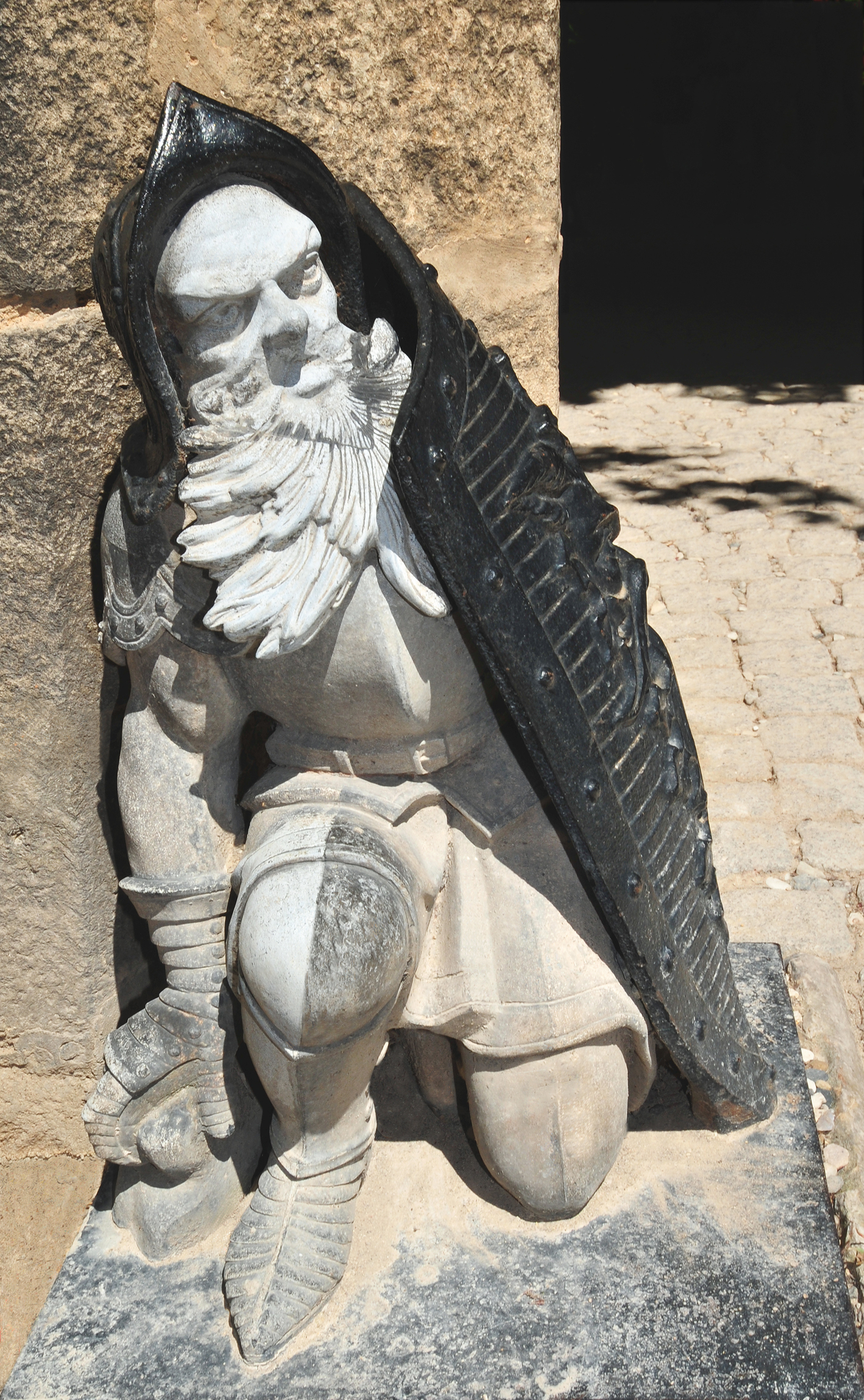
Der Radabweiser erinnert an die Sage von den Zwergen im Marienberg.
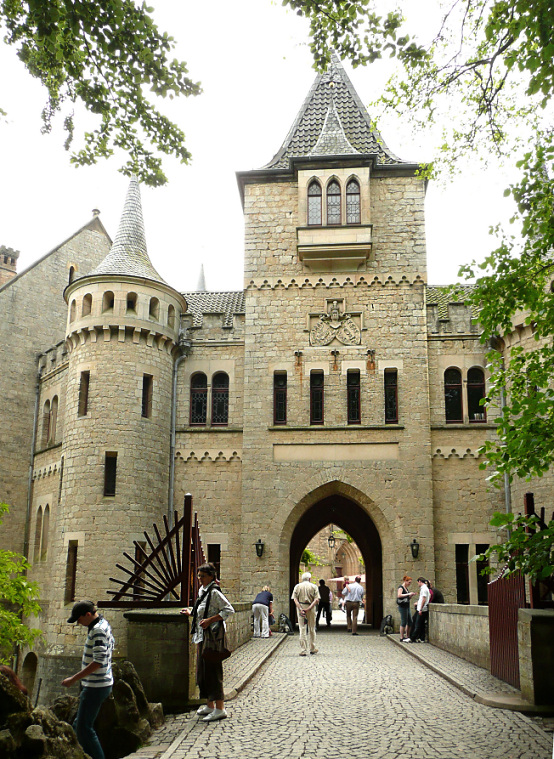
Brücke und Eingang zum Schloss Marienburg

Eine eigene begleitete Führung ermöglicht die Turmbesteigung bis zur halben Höhe des Bergfriedes. 160 Stufen führen zur etwa 44 Meter (200 m über NHN) hohen Aussichtsplattform. Im Falle eines Schlossbrandes ist eine Evakuierung vom Bergfried mit der Leiter eines Feuerwehrfahrzeuges vorgesehen. Darauf weist schon während der Turmbesteigung ein Schild „Notausgang“ am Fenster zum Innenhof hin, das für eine Evakuierung vorgesehen ist. Die Rundumsicht von der Aussichtsplattform in Richtung Osten, Süden und Westen in den westlichen Teil des Landkreises Hildesheim ist insbesondere bei klarem Hochdruckwetter exzellent. Die Aussicht nach Nordwesten und Norden wird durch den höheren Marienberg verdeckt; deshalb kann die Region Hannover nicht eingesehen werden. Das Fotografieren mit Stativ ist kaum möglich, da die Aussichtsplattform bei jedem Schritt vibriert. Oben auf dem Bergfried befindet sich eine Mobilfunksendeanlage; Träger medizinischer Geräte sollten deshalb abklären, ob eine Turmbesteigung für sie in Frage kommt (Stand: 2010).

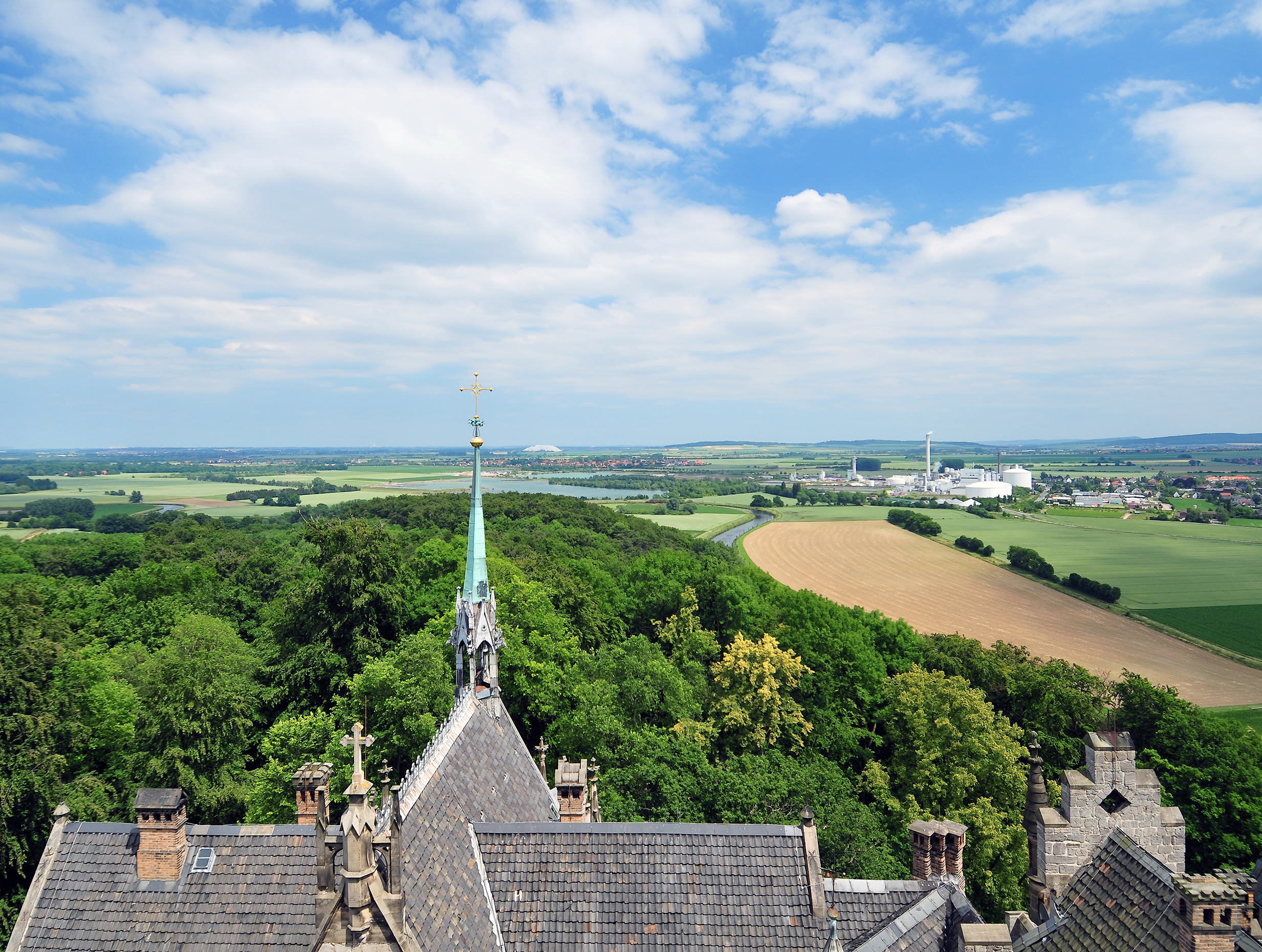
Blick nach Osten in das Leinetal von der Aussichtsplattform des Schlosses Marienburg auf dem Bergfried. Im Vordergrund blickt man auf den bewaldeten Marienberg mit dem Schulenburger Forst, davor auf die Dächer der Burgkapelle und der Marienburg.
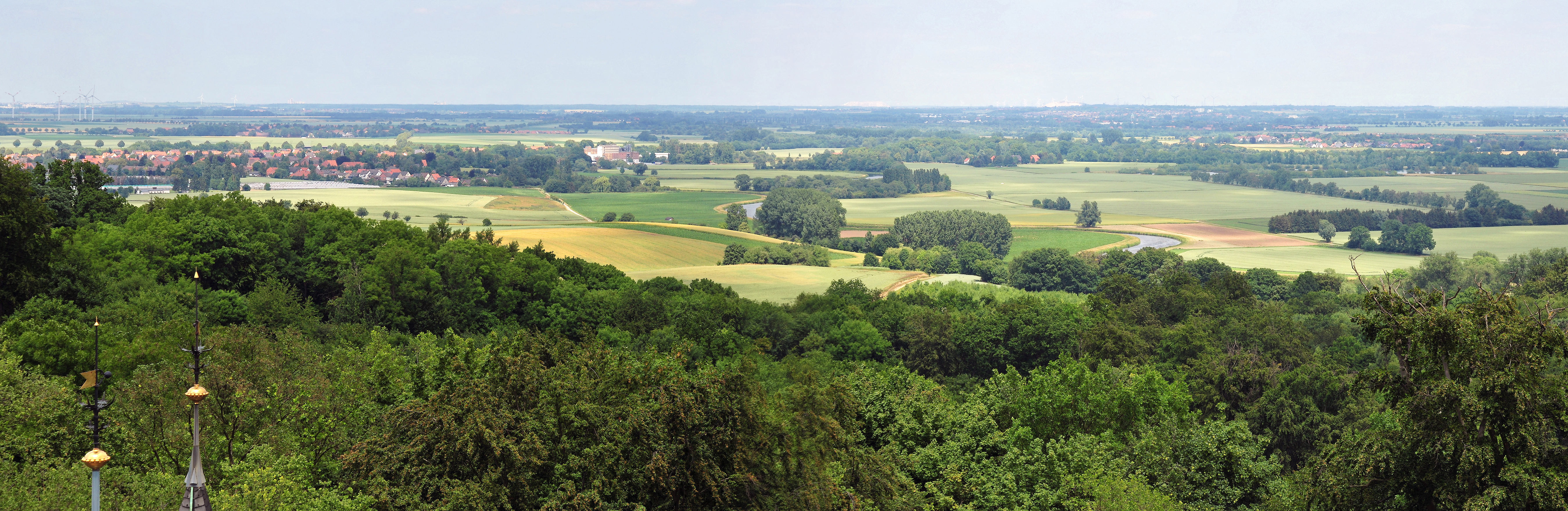
Blick von der Aussichtsplattform auf dem Bergfried nach Norden in das Leinetal
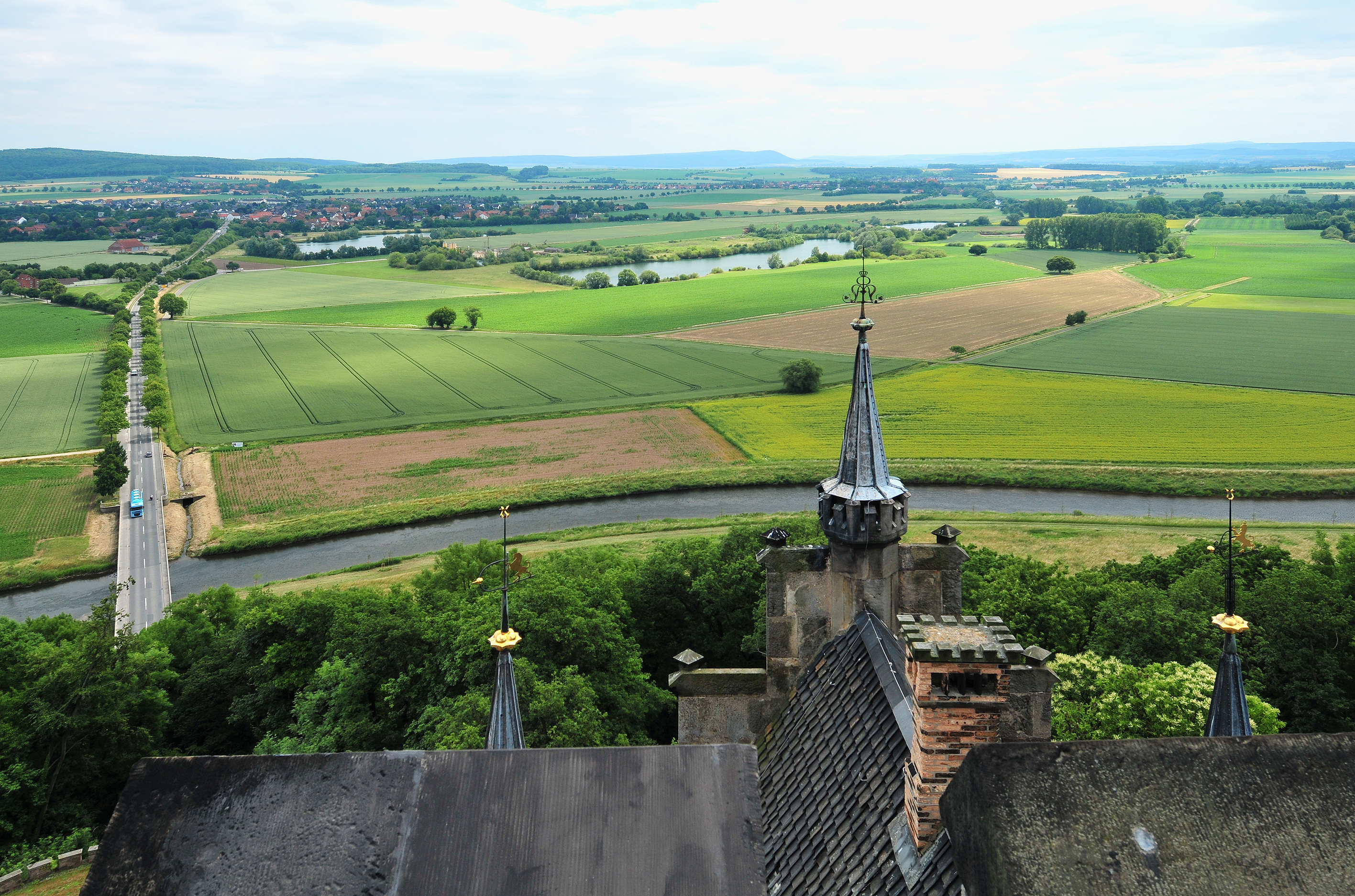
Blick von der Aussichtsplattform auf dem Bergfried nach Süden in das Leinetal. Man sieht von links nach rechts auf Nordstemmen, Mahlerten, Burgstemmen und Poppenburg.

## Eigentumsverhältnisse
Das Schloss gehörte zunächst der Königin Marie. Es wurde in den Jahren 1857 bis 1867 von den Architekten der Hannoverschen Architekturschule Conrad Wilhelm Hase und Edwin Oppler erbaut. Marie lebte dort nur ein Jahr, bis sie 1867 ihrem Mann König Georg V. von Hannover nach Wien ins Exil folgte. Als Privatbesitz der Königin wurde das Schloss von Preußen nach der Annexion des Königreiches Hannover nicht enteignet; es blieb im Besitz der Welfen. Die Welfenresidenz stand ab 2004 im Privatbesitz von Ernst August von Hannover junior. Der Großteil des Inventars von Schloss Marienburg wurde bei einer Auktion im Jahr 2005 versteigert, was damals sowohl von Angehörigen des Hauses Hannover als auch von Kunsthistorikern und Museologen heftig kritisiert wurde. Waldemar R. Röhrbein, der von 1976 bis 1997 Direktor des Historischen Museums Hannover war, erklärte: „Denn es wurde verantwortungslos alles, was gute Einnahmen versprach, angeboten, ohne dass vorher detailliertere Überlegungen zur Ausgestaltung der Schlossräume angestellt oder notwendige Kontakte mit Kennern der welfischen Haus- und der hannoverschen Landesgeschichte aufgenommen worden wären. Man hätte den jungen Prinzen und ihren Beratern gern etwas Ehrfurcht oder Achtung vor der Geschichte ihres Hauses und ihrer Vorfahren, die diese prägten, gewünscht … Alles in allem hat auf der Marienburg ein Ausverkauf der Welfen- wie der Landesgeschichte stattgefunden, den man als Landeshistoriker bedauerlich bis skandalös nennen kann.“ Durch die Auktion gingen drei Viertel des auf Schloss Marienburg gelagerten Kulturgutes verloren, das einst für die niedersächsische Geschichte von besonderer Bedeutung war. Die Auktion erbrachte 44 Millionen Euro.
2018 wurden wegen des Sanierungsbedarfs in Höhe von 27 Millionen Euro Veräußerungspläne an die öffentliche Hand bekannt. 2020 überführte Ernst August von Hannover das Schloss samt Inventar in die Stiftung Schloss Marienburg, die für eine Sanierung sorgen will. Stiftungszweck ist die konservatorische, wissenschaftliche und kuratorische Erschließung sowie Erforschung des Kulturerbes der Welfen im Schloss. Ein weiteres wesentliches Ziel ist die bauliche Instandsetzung. 2021 wurde zur Zukunft des Schlosses der „Kooperationsvertrag Marienburg 2030“ geschlossen. Darin vereinbarten das Land Niedersachsen, das Landesmuseum Hannover, die Hochschule für angewandte Wissenschaft und Kunst Hildesheim/Holzminden/Göttingen (HAWK) und die Stiftung Schloss Marienburg, das Schloss bis 2030 baulich instand zu setzen. Darüber hinaus sollen die darin befindlichen Kulturgüter erschlossen und für Besucher zugänglich gemacht werden. 2023 wurden zunächst die Innenräume des Schlosses für den Besucherverkehr wegen Einsturzgefahr durch Hausschwamm im Dach gesperrt. Ende 2023 wurde das Schloss wegen Sanierungsarbeiten auf unbestimmte Zeit geschlossen.

## Das Schloss als Filmkulisse
Seit dem Jahr 2012 dient das Schloss auch als Filmkulisse. Vom Juli 2014 an gibt es im Schloss Marienburg eigene Führungen, bei denen die Drehorte der Fernsehserie In Your Dreams gezeigt und erklärt werden (Stand: 17. Oktober 2013). Folgende Filme entstanden im Schloss Marienburg:
- Märchenfilm: Allerleirauh der Brüder Grimm (2012)
- Dokumentation: Münchhausen – Die Geschichte einer Lüge mit Ben Becker (2012)
- Fernsehserie für Kinder mit 26 Folgen: In Your Dreams (eine deutsch-australische Koproduktion 2012, die zweite Staffel mit 26 Folgen entstand im Jahr 2014 im Schloss Marienburg)
- Märchenfilm: Das Märchen von den zwölf Monaten (2019)
- Prime-Video-Serie: Maxton Hall (2024)[23]

## Der Bahnhof Nordstemmen

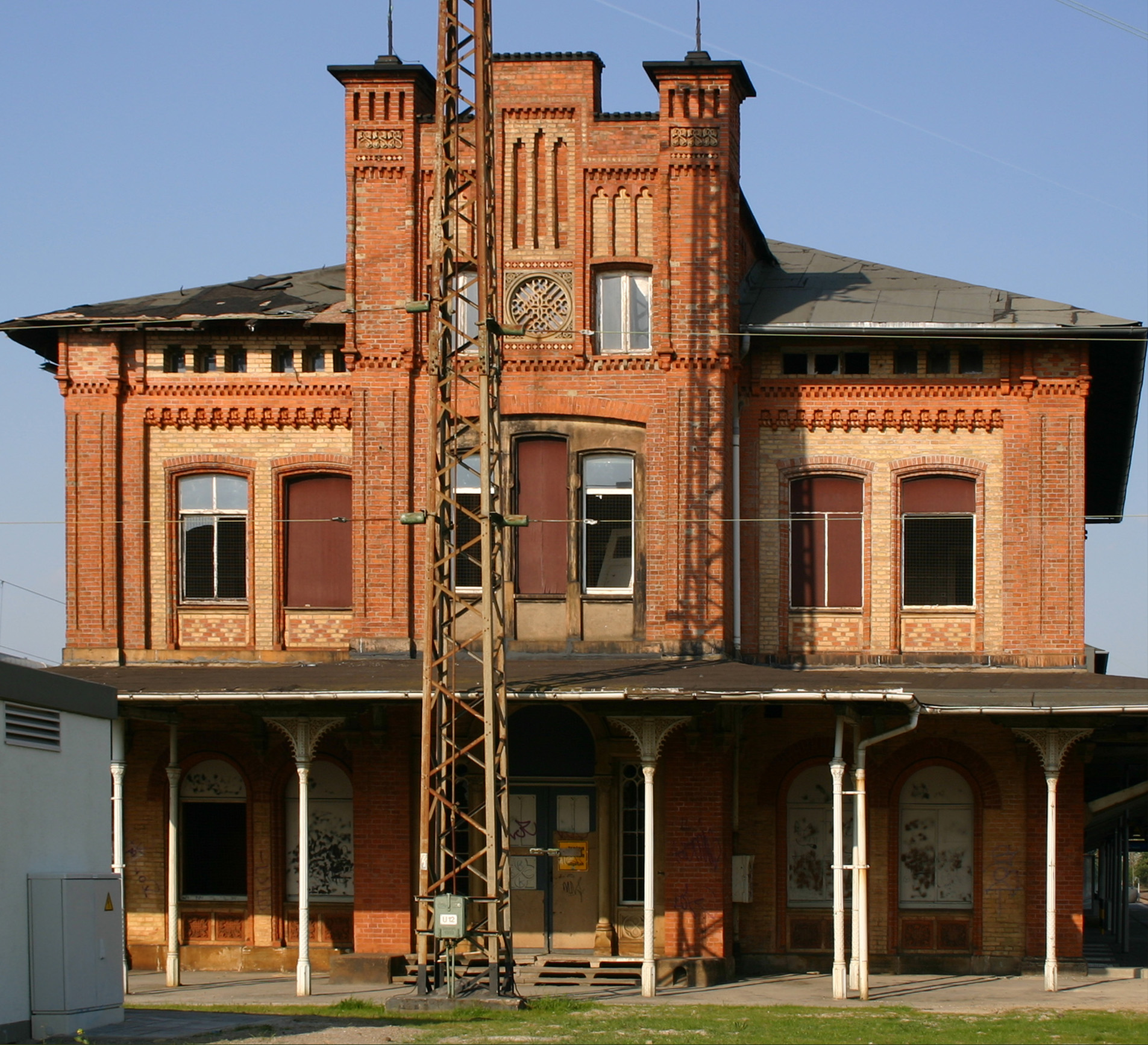
Stirnfront des leerstehenden Empfangsgebäudes 2007

Das Empfangsgebäude im Bahnhof Nordstemmen wurde 1853 bis 1854 von den Architekten Conrad Wilhelm Hase und Julius Rasch gebaut. Hase plante das Empfangsgebäude in Anlehnung an die mittelalterliche Backsteinromanik und Backsteingotik im Stil des romantischen Historismus.
Als das Empfangsgebäude gebaut wurde, gab es noch keine Pläne für den Bau der Marienburg. Nach der Fertigstellung des Gebäudes gestaltete Conrad Wilhelm Hase in den Jahren 1858 bis 1860 im Inneren des Empfangsgebäudes Räume für die königliche Familie und im Wartesaal der ersten und zweiten Klasse ein Buffet für den Hofstaat. Dadurch wurde der Bahnhof zu einem königlichen Empfangsbahnhof. Er bildet mit dem Schloss Marienburg ein architektonisches Ensemble.
Wenn König Georg V. zur Marienburg fahren wollte, verließ er mit seinem Hofstaat in Nordstemmen den Zug. Er reiste in einem von E. J. H. Witte im Jahr 1853 entworfenen dreiachsigen Eisenbahnsalonwagen an, der außen mit Wappen, Orden, Initialen und Königskronen reich geschmückt war. Die Werkstatträume der Bahnmeisterei dienten als Abstellhalle für diesen Eisenbahnsalonwagen der königlichen Familie. Die Bahnhofsgebäude in Hannover und in Salzderhelden enthielten ebenfalls Räume für die königliche Familie, die in späterer Zeit dem Kaiser zur Verfügung standen, wenn er in seinem Eisenbahnsalonwagen anreiste.

## Archive
- Niedersächsisches Hauptstaatsarchiv Dep. 103 (historische Dokumente zum Bau der Marienburg) im Staatsarchiv in Pattensen
- Archiv der Marienburg (fast 2000 Bauzeichnungen mit Vorskizzen, Entwürfen und Werkzeichnungen)
- Stadtarchiv Hannover (Nachlass des Architekten Edwin Oppler mit über 100 Zeichnungen zum Ausbau der Marienburg, Fotografien und seinen Veröffentlichungen während der Bauzeit der Marienburg)